# 琉球放送
琉球放送株式会社（りゅうきゅうほうそう、Ryukyu Broadcasting Corporation）はラテ兼営放送局。沖縄県を放送対象地域とした中波放送（AM放送）とテレビジョン放送事業を行っている特定地上基幹放送事業者。略称はRBC。

## 概要
- 本社所在地は那覇市久茂地2丁目3-1、郵便番号は「900-8711」。
- テレビはJNN系列、ラジオはJRN系列である。
- 放送エリアは、沖縄県全域、鹿児島県（奄美地方の一部）。
- ラジオ局のコールサインはJORR、テレビ局のコールサインはJORR-DTV。ラジオ局は社内カンパニー化して、独立採算制をとっており、名称を2002年4月に『RBCiラジオ（アールビーシー・アイ・ラジオ）』に変更。
  - TBSラジオのプロ野球中継番組を打ち切った2017年度をもってプロ野球中継のネット受けを行われなくなったため、レギュラーのプロ野球中継枠を持たない。これは三大都市圏を除くと唯一である。
- 送信所は豊見城市嘉数にある嘉数放送所から、iラジオ2波（AM738kHz・FM92.1 MHz）とデジタルテレビ2波（RBC・QAB）の計4波を一括で送信。アナログテレビ（VHF10ch）も、開局から1985年まではここから送信していた。その後、同市高安にある旧NHK沖縄放送会館に残る高安放送所に移転、2011年7月24日の放送終了まで同地から送信していた。
- 同社は、沖縄で最初に開局した民放である。沖縄県の大動脈国道58号に面した同社の社屋は、一つのビルの中に、後から開局したQAB琉球朝日放送[注 1] が同居する形で、沖縄タイムス社の社屋（写真右側、2017年現在はそこに沖縄タイムス社の社屋が建てられている）の北東隣接地にある。
- テレビ・iラジオとも、オープニングとクロージングでは、テレビ開局後に制作された通称「RBCソング」（作詞：川平朝清、作曲：仲里長宣）が流れている。
  - テレビでは、以前はテロップで歌詞が表示されていたが、地上デジタル放送のクロージングでは歌詞は表示されていない。なお、演奏・合唱は2度リニューアルされている。そのほか、「RBCソング」の歌詞と音程をアレンジした「RBCiラジオソング」（原詞：川平朝清、作詞：真壁貴子、作曲：仲里長宣、編曲：高宮城徹夫）があるが、こちらは歌詞が3番まであり、曲に合わせたダンスの映像も公開している。
- 毎年10月のスポーツの日（旧・体育の日）前後には那覇市の奥武山公園を会場として開かれる「那覇まつり」を主催している。
- 大東諸島では、アナログテレビ時代から中継局がなかったこともあり、長らくRBCの番組は視聴出来なかった。1998年、RBCのキー局TBSテレビが、東京の小笠原諸島向け放送用の衛星波を利用して放送開始。沖縄県の情報は電話回線による字幕テロップで挿入されていた。RBCの中継局は地上デジタル放送開始後の2011年7月22日、デジタル新局という形で開局した。
  - iラジオは、日中のみ那覇本局から直接受信出来るものの、夜間は外国からの混信による難聴取状態にあった。しかし、2007年4月1日にNHK沖縄放送局（ラジオ第1のみ）・ROKラジオ沖縄とともに、南大東村にFM波を使用した南大東中継局が設置されたため、難聴取状態は解消された。
- 主な受賞歴に『消せない記憶～元学徒兵の苦悩～』2019年日本民間放送連盟賞番組部門ラジオ報道番組最優秀賞[2] を、『戦場のうた 元”慰安婦”の胸痛む現実と歴史』で2014年日本民間放送連盟賞番組部門テレビ報道番組最優秀賞[3] を、『琉球歴史ドラマ「阿麻和利　THE LAST HERO』が2024年日本民間放送連盟賞テレビドラマ最優秀賞（テレビドラマでは初の受賞）[4][5]を受賞するなどテレビ、ラジオとも同賞を県内の民放で最も多く受賞している。また、2023年には『共同売店のうた』が第33回JNN企画大賞を受賞し2024年1月20日に全国ネットで放送。島袋優（BEGIN）、前川真悟（かりゆし58）、玉城千春（Kiroro）が出演した[6][7][8]。
- 毎年秋に、「応援!18の旅立ちチャリティーキャンペーン」と題し、児童養護施設や里親家庭に過ごし、生活支援が必要な児童・生徒らを支援する募金キャンペーンプロジェクトを2014年から実施、2022年からは「RBC SDGsプロジェクト・つなごう沖縄キャンペーン」の一環に加えられた[9]。

## 拠点
関西支社・東京支社を除き、本社・支社はいずれも琉球朝日放送も同居し、事業を兼務する。

### 本社
那覇市久茂地2丁目3-1 琉球放送会館（〒900-8711）

### 支社
- 東京支社 - 東京都港区赤坂5丁目2-20 赤坂パークビル15F JNN Park!内
- 関西支社 - 大阪市北区梅田2丁目2-2 ヒルトンプラザウエストオフィスタワー19F
- 福岡支社 - 福岡市中央区天神1丁目9-17 福岡天神フコク生命ビル13F
- かつては鹿児島にも支局を構えていた[10]

### サテライトスタジオ
- 宮古サテライトスタジオ - 宮古島市平良字西里973-1[注 2]

## 資本構成
企業・団体の名称、個人の肩書は当時のもの。出典：

### 2021年3月31日
| 資本金      | 授権資本 | 1株    | 発行済株式総数 | 株主数 |
| ----------- | -------- | ------ | -------------- | ------ |
| 2億7000万円 | 6億円    | 1000円 | 270,000株      | 115    |

| 株主           | 株式数   | 比率   |
| -------------- | -------- | ------ |
| 沖縄タイムス社 | 27,000株 | 10.00% |
| 小禄邦男       | 27,000株 | 10.00% |
| オーエスジー   | 16,591株 | 06.14% |
| 山里将隆       | 14,783株 | 05.47% |

## 沿革

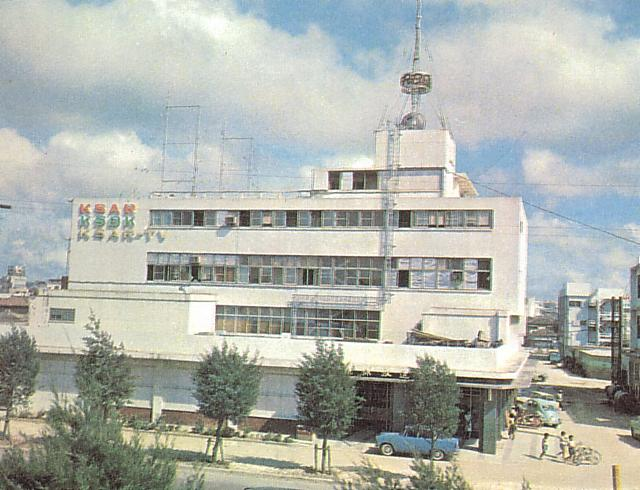
1960年代の琉球放送社屋

- 1948年（昭和23年）5月3日 - 極東軍司令部（CINCFE）、フィリピン・琉球軍司令部（PHIL-RYCOM）に暫定的な放送局建設を認可。
- 1949年（昭和24年）5月16日 - 琉球放送局（呼出符号AKAR）、 琉球列島米国軍政府（USMGR）通信部により開設（1週間で放送中止）。
- 1950年（昭和25年）1月21日 - 「琉球の声」琉球放送局、琉球列島米国軍政府情報教育部（後に琉球列島米国民政府情報教育部）により正式に開設（呼出符号AKAR、1400kc、500W）。
- 1953年（昭和28年）2月1日 - 「琉球の声」、呼出符号をKSAR、周波数740kc、出力3kWにそれぞれ変更。
- 1954年（昭和29年）
  - 3月20日 - 琉球大学財団、沖縄放送株式会社（通称「ラジオ沖縄」、現在のラジオ沖縄（ROK）とは無関係の別会社）[15] と放送施設の賃貸契約（1日8時間分買い上げ）。
  - 4月1日 - 「琉球の声」、琉球列島米国民政府より琉球大学財団に移管。
  - 6月1日 - 「ラジオ沖縄」への委託による放送開始（1日10時間分はKSAR職員が埋め合わせ）。
  - 7月20日 - 琉大財団、「委託賃貸料の滞納」を理由に「ラジオ沖縄」との賃貸契約解消（提携解消後まもなく沖縄放送株式会社は消滅したが、（現存の）ラジオ沖縄が1960年（昭和35年）に開局する際には、混乱や誤解も生じたという[15]）。
  - 9月20日 - 琉球放送株式会社設立。
  - 10月1日 - 琉大財団より全放送設備を賃借して日本本土を含め37番目、沖縄初の放送開始（呼出符号KSAR、周波数740kc、出力3kWは変わらず）。
- 1955年（昭和30年）9月1日 - 英語放送を開始（呼出符号KSBK、880kc　500W）、アメリカ統治の沖縄を含めた日本本土で民放ラジオ局としては初の1局2波体制となる[注 8]。
- 1957年（昭和32年）7月24日 - テレビ放送の免許申請（琉球政府は却下）。
- 1958年（昭和33年）
  - 8月21日 - 日本民間放送連盟に加盟[16]。 ただし、当時は沖縄テレビ・ラジオ沖縄共々、準加盟社の扱いだった[17]。
  - 10月1日 - 琉大財団から全放送施設を買収し、完全な形での民間放送としてスタート。
- 1959年（昭和34年）
  - 4月6日 - テレビ放送の免許再申請。
  - 6月 - 久茂地に放送会館（社屋）を竣工。
  - 12月2日 - テレビ放送の予備免許交付。
  - 12月10日 - ニュースネットワークJNN加盟[16]。
- 1960年（昭和35年）
  - 6月1日 - 沖縄で2番目の民間テレビ放送を開始（呼出符号KSAR-TV、US12ch）。
  - 7月19日 - 英語放送（KSBK）の出力が3kWとなる。
- 1962年（昭和37年）4月 - 日本語ラジオ（KSAR）の出力が5kWとなる。
- 1963年（昭和38年）6月1日 - 久米島テレビ中継局開局（US7ch、沖縄初のテレビ中継局）。
- 1964年（昭和39年）
  - 4月1日 - 先島ラジオ中継局（平良）開局（1150kc　500W）[注 9]。
  - 9月1日 - 琉球電信電話公社が日本（南九州） - 沖縄間に日琉マイクロ回線（一貫して白黒だった）が開通し、内地との時差なしでテレビ放送が視聴可能となる[注 10][18]。それを機にJNN協定の発動対象となり、全JNNニュースのネットを始めた。また回線の関係上、NHKや日本テレビやNETテレビ（現：テレビ朝日）制作の番組同時ネットも開始した。（その当時、現在のNHK沖縄放送局となる公共放送のOHK沖縄放送協会は未開局のため、NHKの番組は他系列の番組とともにOTVと共有していた。ただし、JNN協定の都合上、NHKニュースなど一部の番組に関してはOHK開局までOTVで放送した。）
- 1965年（昭和40年）5月2日 - ラジオネットワークJRNに加盟。
- 1968年（昭和43年）5月5日 - カラーテレビ放送開始（OTV沖縄テレビと同時期）。
- 1969年（昭和44年）3月31日 - 稲福健蔵アナウンサーがこの日スタートしたJNNニュースデスクのキャスターに就任したためTBSへ出向（ - 1970年（昭和45年）3月31日まで）
- 1972年（昭和47年）5月15日
  - 沖縄の日本復帰により、呼出符号をテレビはJORR-TV、日本語ラジオはJORRに、英語ラジオはJOROに変更。テレビのチャンネルもアメリカ式から日本式に変更される（那覇US12ch→JA10ch、久米島US7ch→JA4ch）。同時に純然たる日本の放送局となりJNN・JRN・地方民間放送共同制作協議会（火曜会）に正式加盟し、同時に日本民間放送連盟にもOTV・ROKとともに正式な加盟社となる。（火曜会はROKも同日正式加盟となる。）
  - これに伴い、電電公社のカラーによる同時ネット回線が開通[18][19][20]。当初、カラーは1回線のみで、それをNHK総合と沖縄テレビと共に時間帯で分ける状況だったが、その後増設が行われ、同年12月には、完全にカラー回線に移行した。[21]
  - 一方、ラジオでは、その前日の5月14日22時から15日24時までの26時間、レギュラー放送を全て休止し、『沖縄日本復帰・新生沖縄県誕生記念特別番組 超ワイド740「世替わりの島」』を放送。この際、沖縄の日本復帰前後の時報挟みに、アメリカ（KSAR）と日本（JORR）の呼出符号を特番内で両方読み上げた。[22]
- 1973年（昭和48年）11月1日 - 英語ラジオ放送JORO廃止、ラジオ1局2波体制を終了[注 11]。呼出符号JOROは宮古ラジオ中継局に。
- 1978年（昭和53年）11月23日 - ラジオの周波数が変更される（那覇740→738 kHz、宮古1150→1152 kHz）
- 1980年（昭和55年）- 放送会館を11階建てのビルに増改築。
- 1981年（昭和56年）1月26日 - 嘉数のテレビ送信所のトラブルで夜の放送が停まってしまう放送事故があった。
- 1985年（昭和60年）6月1日 - テレビの送信所をラジオの嘉数送信所から豊見城村（現：豊見城市）高安にあるNHK沖縄放送局敷地内（現在のNHK豊見城放送所）に移転。同時に音声多重放送開始。
- 1993年（平成5年）12月16日 - 沖縄テレビと共同で先島（宮古・八重山諸島）テレビ中継局開局。
- 1995年（平成7年）
  - 琉球朝日放送の開局に合わせて、放送会館を正面部分を中心に改築。
  - 9月28日 - 那覇ラジオ局の出力を10kWに倍増[注 12]。
  - 10月1日 - RBCとテレビ朝日が中心に出資した琉球朝日放送（QAB）が開局。テレビ朝日系の番組を同局へ移行した[注 13][注 14]。それに合わせてCIも導入し、一代前のロゴタイプに変更された[注 15]。
- 2001年（平成13年）4月1日 - 北部ラジオ中継局、FMで開局（名護、国頭）。
- 2002年（平成14年）
  - 4月1日 - ラジオ局に社内カンパニーを導入、ラジオ局の名称を現在の「RBCiラジオ」に変更（この日から沖縄タイムス、琉球新報など県内の新聞社のラジオ欄の表記は「RBCiラジオ」に変更）。通称「iラジオ」文字表記は「RBCi」（なお「RBCi」と文字表記されることは最近でも数少ない）。
  - 民間放送教育協会（民教協）に正式加盟。
- 2004年（平成16年）4月1日 - RBCiラジオ八重山地区FM中継局開局。（石垣、祖納、与那国）
- 2005年（平成17年）
  - 4月1日 - RBCiラジオ宮古地区FM中継局開局。（伊良部、多良間）
  - 5月2日 - RBCiラジオ宮古（AM）中継局（呼出符号JORO）廃止。
- 2006年（平成18年）
  - 地上デジタル放送を見越して放送会館の横にRBC・QABメディアセンタービルを竣工。
  - 9月27日 - デジタル放送対応のマスターへ更新。（NEC製）
  - 11月1日 - 地上デジタル放送サービス放送（サイマル）開始。デジタルテレビの親局送信所はQABと同様、嘉数送信所から送信。
  - 12月1日 - 地上デジタル放送開始。
- 2007年（平成19年）4月1日 - RBCiラジオ南大東FM中継局開局。
- 2009年（平成21年）10月21日 - 先島地方で地上デジタル放送開始（在沖民放3局同時）。
- 2010年（平成22年）12月1日 - ウェブサイトのURIとメールアドレスから「-ryukyu」をカット。
- 2011年（平成23年）
  - 7月22日 - 南・北大東村における地上デジタル放送開始（在沖民放局及びNHK沖縄放送局同時）[注 16]。
  - 7月24日 - テレビのアナログ放送（JORR-TV）終了。12時から23時54分50秒頃までブルーバックでアナログ放送終了を告知し、翌日の午前0時に完全停波。親局送信所は26年ぶりに嘉数送信所に一本化。
- 2013年（平成25年）1月11日 - RBCiラジオ、インターネット放送サービスradikoに参入、試験配信開始。
- 2017年（平成29年）12月16日 - ワイドFM放送が裏局のラジオ沖縄と同時開局。（当日は2局で合同特番を行った）
- 2019年（平成31年）1月1日 - 創立65周年を迎えるのに際し、「発見、ぞくぞく」なるキャッチコピーを導入[23]。
- 2021年（令和3年）9月13日 - テレビ放送、マスター（主調整室）設備を更新[24]。
- 2022年（令和4年）
  - 3月28日 - ラジオ放送、通年終夜放送開始。
  - 4月1日 - テレビ放送、通常時終夜放送開始。
- 2024年（令和6年）
  - 1月1日 - 創立70周年を機に「パーパス」と「スローガン」を策定し、それに伴いCIを導入し新しいブランドロゴマークを刷新する。新たなスローガンに「一生によりそう一秒を。」を導入する。またRBCiラジオのロゴも併せて更新する[25]。
  - 4月1日 - RBCiラジオ石垣FM中継局が石垣市真栄里（於茂登岳）から石垣市大川（バンナ岳）へ移転、同時に周波数変更（89.0MHz → 78.5MHz）。RBCiラジオ川平FM中継局が開局。
  - 9月20日 - 創立70周年。

## ロゴの変遷

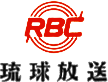
初代（1954年 - 1967年）
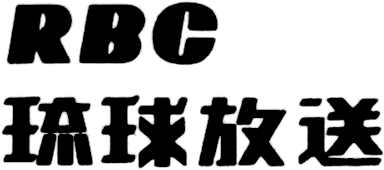
2代目（1967年 - 1995年）
3代目（1995年 - 2023年）[26]
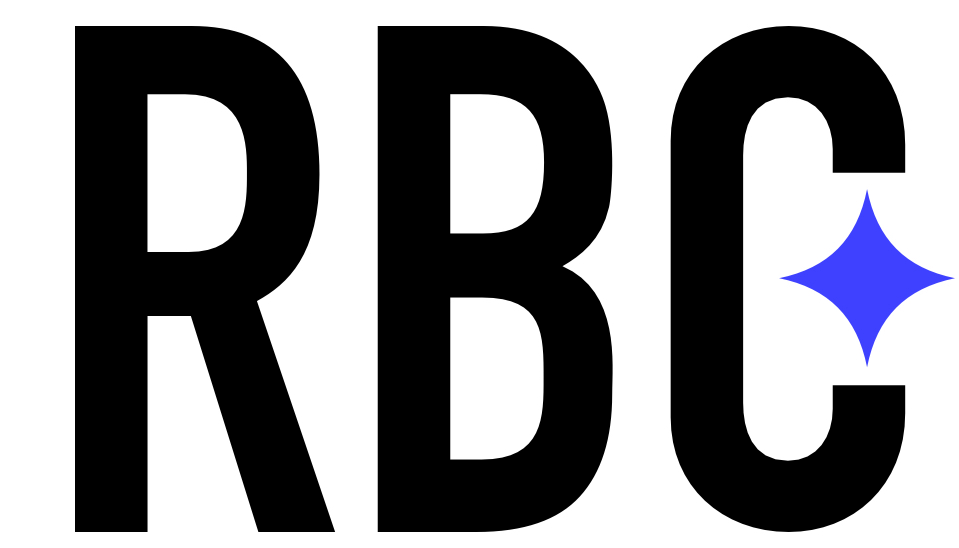
4代目（2024年より現行）

## 不祥事
- 2025年3月31日 - 2024年1月に琉球放送アナウンサー（当時）の20代女性社員が、20代の同僚女性に薬物など複数を混入した飲料を飲ませ、一過性の意識障害や急性薬物中毒を負わせたとして、傷害の疑いで2025年3月10日に東京都内で沖縄県警察が逮捕、同日那覇地検が那覇地裁に起訴した。警察では容疑を否認、検察は認否を明らかにしていない。当該アナウンサーは2024年5月より休職し[27]、2025年1月に退社した[28]。薬物は睡眠作用や抗不安作用のあるものだった。被害女性は加療1日を要し、2月に県警に申告して事件が発覚した[29]。

## 社史・記念誌
- 琉球放送十年誌 1965年12月発行、162ページ[30]。
- 琉球放送50年史 2005年4月発行、283ページ。

## ラジオ（RBCiラジオ）

### ラジオ周波数
- 沖縄本島北部や先島諸島・大東諸島の中継局は夜間、近隣国にある放送局の混信が激しいことから、混信を受けづらいFM帯で設置された。

| AM放送                   | AM放送           | AM放送       | AM放送   | AM放送     | AM放送                                    | AM放送                                    |
| 地区                     | 親局             | コールサイン | 周波数   | 空中線電力 | 備考                                      | 備考                                      |
| ------------------------ | ---------------- | ------------ | -------- | ---------- | ----------------------------------------- | ----------------------------------------- |
| 沖縄本島（主に中・南部） | 那覇             | JORR         | 738 kHz  | 10 kW      | 局舎・鉄塔はQABのデジタルテレビと共同使用 | 局舎・鉄塔はQABのデジタルテレビと共同使用 |
| FM放送                   |                  |              |          |            |                                           |                                           |
| 地区                     | 中継局           | コールサイン | 周波数   | 空中線電力 | 備考                                      | 備考                                      |
| 沖縄本島北部             | 名護             |              | 82.6 MHz | 100W       | 2001年4月放送開始                         | モノラル                                  |
| 沖縄本島北部             | 国頭             |              | 88.8 MHz | 100W       | 2001年4月放送開始                         | モノラル                                  |
| 先島諸島                 | 伊良部           | JORO（廃止） | 82.7 MHz | 100W       | 2005年4月放送開始                         | モノラル                                  |
| 先島諸島                 | 多良間           |              | 82.2 MHz | 3W         | 2005年4月放送開始                         | モノラル                                  |
| 先島諸島                 | 石垣             |              | 78.5 MHz | 100W       | 2004年4月放送開始                         | [ 35 ]                                    |
| 先島諸島                 | 川平             |              | 78.5 MHz | 100W       | 2024年4月放送開始                         | [ 36 ]                                    |
| 先島諸島                 | 祖納             |              | 83.9 MHz | 10W        | 2004年4月放送開始                         | [ 37 ]                                    |
| 先島諸島                 | 与那国           |              | 84.7 MHz | 10W        | 2004年4月放送開始                         | [ 38 ]                                    |
| 大東諸島                 | 南大東           |              | 81.4 MHz | 100W       | 2007年4月放送開始                         | モノラル                                  |
| 沖縄本島中・南部         | 那覇（ワイドFM） |              | 92.1 MHz | 1 kW       | 2017年12月16日放送開始                    |                                           |

### 聴取率・編成の特徴
- 年に数回実施の聴取率調査（レーティング）において、RBCiラジオは沖縄県内にある全ラジオ局の中で常に全放送時間帯トップの聴取率を誇っており、長寿ローカル番組も多い。
- その一方で、5大都市圏のほぼ全てのラジオ局などで例年6月と12月の第1・第2曜日の週に行われている「聴取率調査週間」における「スペシャルウイーク」やその特別編成は、2018年に取り止めたTBSラジオの事例以前から行われておらず、期間中であっても通常通りの番組編成で放送しているが（ライバル局のラジオ沖縄・FM沖縄も同様）、調査週間の有無問わず年に十数回、平日の各生ワイド番組（ほとんどが『アップ!!』から『わんDAY』まで）を通して『まるごと1日○○スペシャル（もしくは○○デーまたは○○の日）』という番組共通企画を行うのも特徴である（○○は時節行事・企業名・自治体名・職種名などが入りジャンルは様々である）。
- ラジオネットワークについて、前述通りJRN系列単独局に属しているが、ライバル局であるラジオ沖縄（ROK）でネットされていないNRN系列局制作の全国ネットの番組も番組販売を含め受け入れている[注 20]。ただ、同じJRN系列単独局のCBCラジオやRKBラジオ、JRN系列メインでNRN系列とのクロスネット局であるHBCラジオと比べると受入番組数は少なめである。

### オープニング・クロージング
- ラジオ放送は月曜日のみ4:00、その他は5:00を1日の基点として通年24時間放送を行っている。2022年3月28日に行われた同年度上半期改編から原則として放送休止なし（不定期で本社演奏所および嘉数送信所の大規模修繕工事による休止が発生する場合がある）となり、平日未明 3:00 - 5:00、日曜未明 2:00 - 5:00、月曜未明 0:00 - 4:00はフィラー音楽番組の「RBCミュージックセレクション」を編成する。なお、オープニングは日曜4:50頃及び月曜3:50頃のみ放送され（2022年3月までの従来通り変わらず）、クロージングは嘉数送信所の修繕工事などによる休止のみ放送される。
  - 前日の2022年3月27日までは、週末の深夜（日曜未明 3:30 - 5:00と月曜未明 1:00 - 4:00。過去には土曜付けも終日放送を行っていた時期がある）にメンテナンスによる休止枠（ただし自然災害・選挙特番および年末年始など特殊事情時を除く）があった。24時間完全放送される前はクロージングが日曜 3:30（土曜 27:30）及び月曜 1:00（日曜 25:00）から放送されていた。なお、大規模修繕工事が行なわれる場合は「RBCミュージックセレクション」を放送する時間帯が休止となる。
- オープニング構成は3つに分けることができる。
三線（さんしん）演奏（琉球民謡「瀧落菅攪（たちうとぅしすががち）」）→アナウンサーによる那覇FM補完中継局（ワイドFM）を含む、全中継局のコールサイン・周波数・出力の読み上げ→RBCソング（いわゆる社歌、テレビ同様ワンコーラスのみ（後述））
- クロージング構成も2つに分けることができる。
RBCソング→アナウンサーによる那覇FM補完中継局（ワイドFM）を含む、全中継局のコールサイン・周波数・出力の読み上げ
- オープニング・クロージングとも、読み上げは仲村美涼アナウンサーである（2001年より2018年1月までは宮城麻里子[注 21]、2000年までは小山康昭アナウンサーが担当していた）。
- 宮古中継局（現在の伊良部中継局）がAM波で独自のコールサイン（JORO）があった頃でも、差し替えせずに那覇本局のコールサインであるJORRと共に読み上げられていた（同中継局の紹介は行っていた）。
- かつては中継局の紹介時にその送信場所（市町村名・字名）を流していたが親局だけは送信場所ではなく本社演奏所（スタジオ）の場所をアナウンスしていた。ワイドFM告知開始後の現在は本社演奏所と中継局の場所は流さず、親局の紹介時に「沖縄本島嘉数送信所から」とアナウンスしている[注 22]。
- RBCソングは2018年1月のワイドFMの周波数告知を含んだものに変更となった際、テレビと同じバージョンに合わせられた。それまでは1世代前のバージョン（リピート）が継続して用いられていた。

### ID
- 「I♥AM738 RBCiラジオ」
- 「FM92.1 AM738 RBCiラジオ」
- 「AMでも、そしてFMでも、RBCiラジオ」
- 「一生によりそう一秒を。RBCiラジオ」

### ラジオ番組

#### 現在放送中の番組
2025年4月現在。自社制作番組は太字。

##### 平日
| 時 | 分 | 月曜日                                                                   | 火曜日                                                                   | 水曜日                                                                   | 木曜日                                                                   | 金曜日                                                                   |
| -- | -- | ------------------------------------------------------------------------ | ------------------------------------------------------------------------ | ------------------------------------------------------------------------ | ------------------------------------------------------------------------ | ------------------------------------------------------------------------ |
| 5  | 00 | 5:00 健康百年道場                                                        | 5:00 解決!知っ得プレミアム                                               | 5:00 イトーとスドーのモノ申し隊                                          | 5:00 小倉・IMALUの○○玉手箱                                               | 5:00 今旬!インフォメーション                                             |
| 5  | 15 | 5:15 K's juke box                                                        | 5:15 K's juke box                                                        | 5:15 K's juke box                                                        | 5:15 10分インフォメーション                                              | 5:15 10分インフォメーション                                              |
| 5  | 25 | 5:25 心のともしび                                                        | 5:25 心のともしび                                                        | 5:25 心のともしび                                                        | 5:25 心のともしび                                                        | 5:25 心のともしび                                                        |
| 5  | 30 | 5:30 Brand-New Morning（TBSラジオ）                                      | 5:30 Brand-New Morning（TBSラジオ）                                      | 5:30 Brand-New Morning（TBSラジオ）                                      | 5:30 Brand-New Morning（TBSラジオ）                                      | 5:30 Brand-New Morning（TBSラジオ）                                      |
| 6  | 00 | 5:30 Brand-New Morning（TBSラジオ）                                      | 5:30 Brand-New Morning（TBSラジオ）                                      | 5:30 Brand-New Morning（TBSラジオ）                                      | 5:30 Brand-New Morning（TBSラジオ）                                      | 5:30 Brand-New Morning（TBSラジオ）                                      |
| 6  | 30 | 6:30 沖野綾亜のモーニングブレイク                                        | 6:30 ヤッホー県経済                                                      | 6:30 ミュージックタイムカプセルTAKUBOX                                   | 6:30 沖野綾亜のウラドキ!!                                                | 6:30 たんぽぽの綿毛time♪                                                 |
| 6  | 45 | 6:45 うまいもの見っけ                                                    | 6:45 うまいもの見っけ                                                    | 6:45 うまいもの見っけ                                                    | 6:45 うまいもの見っけ                                                    | 6:45 うまいもの見っけ                                                    |
| 6  | 55 | 6:55 アップ!! ▽8:00 話題のアンテナ 日本全国8時です（TBSラジオ）          | 6:55 アップ!! ▽8:00 話題のアンテナ 日本全国8時です（TBSラジオ）          |                                                                          |                                                                          |                                                                          |
| 7  | 00 | 6:55 アップ!! ▽8:00 話題のアンテナ 日本全国8時です（TBSラジオ）          | 6:55 アップ!! ▽8:00 話題のアンテナ 日本全国8時です（TBSラジオ）          |                                                                          |                                                                          |                                                                          |
| 8  | 00 | 6:55 アップ!! ▽8:00 話題のアンテナ 日本全国8時です（TBSラジオ）          | 6:55 アップ!! ▽8:00 話題のアンテナ 日本全国8時です（TBSラジオ）          |                                                                          |                                                                          |                                                                          |
| 9  | 00 | 6:55 アップ!! ▽8:00 話題のアンテナ 日本全国8時です（TBSラジオ）          | 6:55 アップ!! ▽8:00 話題のアンテナ 日本全国8時です（TBSラジオ）          |                                                                          |                                                                          |                                                                          |
| 9  | 50 | 9:50 美ら耳便り                                                          | 9:53 つなごう沖縄+ ～わたしたちのSDGs～                                  | 9:55 みーぱちパーチ!                                                     | 9:53 MOTA DIRECT presents 聞かなきゃもったいない                         |                                                                          |
| 10 | 00 | 10:00 MUSIC SHOWER Plus+ ▽10:50 あしたへのメッセージ ▽11:55 ラジオ県民室 | 10:00 MUSIC SHOWER Plus+ ▽10:50 あしたへのメッセージ ▽11:55 ラジオ県民室 | 10:00 MUSIC SHOWER Plus+ ▽10:50 あしたへのメッセージ ▽11:55 ラジオ県民室 | 10:00 MUSIC SHOWER Plus+ ▽10:50 あしたへのメッセージ ▽11:55 ラジオ県民室 | 10:00 MUSIC SHOWER Plus+ ▽10:50 あしたへのメッセージ ▽11:55 ラジオ県民室 |
| 11 | 00 | 10:00 MUSIC SHOWER Plus+ ▽10:50 あしたへのメッセージ ▽11:55 ラジオ県民室 | 10:00 MUSIC SHOWER Plus+ ▽10:50 あしたへのメッセージ ▽11:55 ラジオ県民室 | 10:00 MUSIC SHOWER Plus+ ▽10:50 あしたへのメッセージ ▽11:55 ラジオ県民室 | 10:00 MUSIC SHOWER Plus+ ▽10:50 あしたへのメッセージ ▽11:55 ラジオ県民室 | 10:00 MUSIC SHOWER Plus+ ▽10:50 あしたへのメッセージ ▽11:55 ラジオ県民室 |
| 12 | 00 | 10:00 MUSIC SHOWER Plus+ ▽10:50 あしたへのメッセージ ▽11:55 ラジオ県民室 | 10:00 MUSIC SHOWER Plus+ ▽10:50 あしたへのメッセージ ▽11:55 ラジオ県民室 | 10:00 MUSIC SHOWER Plus+ ▽10:50 あしたへのメッセージ ▽11:55 ラジオ県民室 | 10:00 MUSIC SHOWER Plus+ ▽10:50 あしたへのメッセージ ▽11:55 ラジオ県民室 | 10:00 MUSIC SHOWER Plus+ ▽10:50 あしたへのメッセージ ▽11:55 ラジオ県民室 |
| 13 | 00 | 10:00 MUSIC SHOWER Plus+ ▽10:50 あしたへのメッセージ ▽11:55 ラジオ県民室 | 10:00 MUSIC SHOWER Plus+ ▽10:50 あしたへのメッセージ ▽11:55 ラジオ県民室 | 10:00 MUSIC SHOWER Plus+ ▽10:50 あしたへのメッセージ ▽11:55 ラジオ県民室 | 10:00 MUSIC SHOWER Plus+ ▽10:50 あしたへのメッセージ ▽11:55 ラジオ県民室 | 10:00 MUSIC SHOWER Plus+ ▽10:50 あしたへのメッセージ ▽11:55 ラジオ県民室 |
| 13 | 55 | 13:55 琉球通運プレゼンツ ココロほっとドライブ                            | 13:55 琉球通運プレゼンツ ココロほっとドライブ                            | 13:55 琉球通運プレゼンツ ココロほっとドライブ                            | 13:55 琉球通運プレゼンツ ココロほっとドライブ                            | 13:55 琉球通運プレゼンツ ココロほっとドライブ                            |
| 14 | 00 | 14:00 具志堅ストアー                                                     | 14:00 具志堅ストアー                                                     | 14:00 具志堅ストアー                                                     | 14:00 具志堅ストアー                                                     |                                                                          |
| 15 | 00 | 14:00 具志堅ストアー                                                     | 14:00 具志堅ストアー                                                     | 14:00 具志堅ストアー                                                     | 14:00 具志堅ストアー                                                     |                                                                          |
| 15 | 40 | 14:00 具志堅ストアー                                                     | 14:00 具志堅ストアー                                                     | 14:00 具志堅ストアー                                                     | 14:00 具志堅ストアー                                                     | 15:40 朗読のヒロバ（TBSラジオ）                                          |
| 15 | 50 | 15:50 元気です 中小企業家同友会                                          | 15:50 元気です 中小企業家同友会                                          | 15:50 元気です 中小企業家同友会                                          | 15:50 元気です 中小企業家同友会                                          | 15:50 元気です 中小企業家同友会                                          |
| 16 | 00 | 16:00 民謡で今日拝なびら                                                 | 16:00 民謡で今日拝なびら                                                 | 16:00 民謡で今日拝なびら                                                 | 16:00 民謡で今日拝なびら                                                 | 16:00 民謡で今日拝なびら                                                 |
| 17 | 00 | 17:00 わんDAY（第1部）                                                   | 17:00 わんDAY（第1部）                                                   | 17:00 わんDAY（第1部）                                                   | 17:00 わんDAY（第1部）                                                   | 17:00 わんDAY（第1部）                                                   |
| 17 | 30 | 17:30 ネットワークトゥデイ（TBSラジオ）                                  | 17:30 ネットワークトゥデイ（TBSラジオ）                                  | 17:30 ネットワークトゥデイ（TBSラジオ）                                  | 17:30 ネットワークトゥデイ（TBSラジオ）                                  | 17:30 ネットワークトゥデイ（TBSラジオ）                                  |
| 17 | 47 | 17:47 RBCNewsi                                                           | 17:47 RBCNewsi                                                           | 17:47 RBCNewsi                                                           | 17:47 RBCNewsi                                                           | 17:47 RBCNewsi                                                           |
| 18 | 00 | 18:00 沖縄サントリー Presents アペリティフストーリー                     | 18:00 沖縄サントリー Presents アペリティフストーリー                     | 18:00 沖縄サントリー Presents アペリティフストーリー                     | 18:00 沖縄サントリー Presents アペリティフストーリー                     | 18:00 沖縄サントリー Presents アペリティフストーリー                     |
| 18 | 05 | 18:05 エナジックプレゼンツ 宮内一郎のイブニングトーク                    | 18:05 エナジックプレゼンツ 宮内一郎のイブニングトーク                    | 18:05 エナジックプレゼンツ 宮内一郎のイブニングトーク                    | 18:05 エナジックプレゼンツ 宮内一郎のイブニングトーク                    | 18:05 エナジックプレゼンツ 宮内一郎のイブニングトーク                    |
| 18 | 10 | 18:10 りゅうぎん ドライビングブレイク                                    | 18:10 りゅうぎん ドライビングブレイク                                    | 18:10 りゅうぎん ドライビングブレイク                                    | 18:10 りゅうぎん ドライビングブレイク                                    | 18:10 りゅうぎん ドライビングブレイク                                    |
| 18 | 15 | 18:15 多良川おもしろ文化講座                                             | 18:15 多良川おもしろ文化講座                                             | 18:15 多良川おもしろ文化講座                                             | 18:15 多良川おもしろ文化講座                                             | 18:15 多良川おもしろ文化講座                                             |
| 18 | 20 | 18:20 陽心会 presents この街で暮らしたい                                 | 18:20 陽心会 presents この街で暮らしたい                                 | 18:20 陽心会 presents この街で暮らしたい                                 | 18:20 陽心会 presents この街で暮らしたい                                 | 18:20 陽心会 presents この街で暮らしたい                                 |
| 18 | 25 | 18:25 わんDAY（第2部）                                                   | 18:25 わんDAY（第2部）                                                   | 18:25 わんDAY（第2部）                                                   | 18:25 わんDAY（第2部）                                                   | 18:25 わんDAY（第2部）                                                   |
| 19 | 00 | 18:25 わんDAY（第2部）                                                   | 18:25 わんDAY（第2部）                                                   | 18:25 わんDAY（第2部）                                                   | 18:25 わんDAY（第2部）                                                   | 18:25 わんDAY（第2部）                                                   |
| 20 | 00 | 20:00 柳卓のいんでないかい!                                              | 20:00 柳卓のいんでないかい!                                              | 20:00 柳卓のいんでないかい!                                              | 20:00 モクパチ                                                           | 20:00 成長共有ラジオ シンカの学校                                        |
| 21 | 00 | 21:00 夏川りみのたびぐくるちむぐくる （かしわプロダクション）            | 21:00 ドラマってムジカ （かしわプロダクション）                          | 21:00 ものまねSHOW TIME                                                  | 21:00 ミュージックタイムカプセルTAKUBOX（再放送）                        | 21:00 菊地志乃のVilla de Weekend                                         |
| 21 | 15 | 21:00 夏川りみのたびぐくるちむぐくる （かしわプロダクション）            | 21:15 ヤッホー県経済（再放送）                                           | 21:00 ものまねSHOW TIME                                                  | 21:15 沖野綾亜のウラドキ!!（再放送）                                     | 21:00 菊地志乃のVilla de Weekend                                         |
| 21 | 30 | 21:00 夏川りみのたびぐくるちむぐくる （かしわプロダクション）            | 21:30 きいやま商店SHOW (再放送）                                         | 21:30 あばれる君のイグニッションラジオタイム （かしわプロダクション）    | 21:30 芸人お試しラジオ「デドコロ」（火曜会）                             | 21:00 菊地志乃のVilla de Weekend                                         |
| 22 | 00 | 22:00 ジ・アナウンサーズ                                                 | 22:00 ジ・アナウンサーズ                                                 | 22:00 ジ・アナウンサーズ                                                 | 22:00 ジ・アナウンサーズ                                                 | 21:00 菊地志乃のVilla de Weekend                                         |
| 23 | 00 | 23:00 問わず語りの神田伯山（TBSラジオ）                                  | 23:00 seven oopsナナマイのうさがみそーれー!                              | 23:00 リポリポ                                                           | 23:00 護得久栄昇アワー                                                   | 23:00 にんきもんラジオ                                                   |
| 23 | 30 | 23:30 音楽☆とらのアナ（火曜会）                                          | 23:00 seven oopsナナマイのうさがみそーれー!                              | 23:00 リポリポ                                                           | 23:00 護得久栄昇アワー                                                   | 23:00 にんきもんラジオ                                                   |
| 0  | 00 | 0:00 空気階段の踊り場（TBSラジオ）                                       | 0:00 アルコ&ピース D.C.GARAGE（TBSラジオ）                               | 0:00 スタンド・バイ・見取り図（TBSラジオ）                               | 0:00 ハライチのターン!（TBSラジオ）                                      | 0:00 Radioマンガ研究室（熊本放送）                                       |
| 0  | 30 | 0:00 空気階段の踊り場（TBSラジオ）                                       | 0:00 アルコ&ピース D.C.GARAGE（TBSラジオ）                               | 0:00 スタンド・バイ・見取り図（TBSラジオ）                               | 0:00 ハライチのターン!（TBSラジオ）                                      | 0:30 Sky presents 藤原竜也のラジオ（ABCラジオ）                          |
| 1  | 00 | 1:00 JUNK（TBSラジオ）                                                   | 1:00 JUNK（TBSラジオ）                                                   | 1:00 JUNK（TBSラジオ）                                                   | 1:00 JUNK（TBSラジオ）                                                   | 1:00 JUNK（TBSラジオ）                                                   |
| 2  | 00 | 伊集院光 深夜の馬鹿力                                                    | 爆笑問題カーボーイ                                                       | 山里亮太の不毛な議論                                                     | おぎやはぎのメガネびいき                                                 | バナナマンのバナナムーンGOLD                                             |
| 3  | 00 | 3:00 RBCミュージックセレクション                                         | 3:00 RBCミュージックセレクション                                         | 3:00 RBCミュージックセレクション                                         | 3:00 RBCミュージックセレクション                                         | 3:00 RBCミュージックセレクション                                         |
| 4  | 00 | 3:00 RBCミュージックセレクション                                         | 3:00 RBCミュージックセレクション                                         | 3:00 RBCミュージックセレクション                                         | 3:00 RBCミュージックセレクション                                         | 3:00 RBCミュージックセレクション                                         |

##### 週末
| 時 | 分 | 土曜日                                                            | 日曜日                                                                  |
| -- | -- | ----------------------------------------------------------------- | ----------------------------------------------------------------------- |
| 5  | 00 | 5:00 おはようインフォメーション                                   | 5:00 沖野綾亜のモーニングブレイク                                       |
| 5  | 15 | 5:15 K's juke box（再放送）                                       | 5:15 健康百年道場                                                       |
| 5  | 25 | 5:25 心のともしび                                                 | 5:15 健康百年道場                                                       |
| 5  | 30 | 5:30 小倉・IMARUの〇〇玉手箱                                      | 5:30 回る島うた 生まりうた（再放送）                                    |
| 5  | 45 | 5:45 BuyNow                                                       | 5:45 わくわくお届け便                                                   |
| 6  | 00 | 6:00 1万年堂出版の時間                                            | 6:00 RBCアナウンサー朗読 ～一人語りシアター～                           |
| 6  | 15 | 6:15 わくわくお届け便                                             | 6:00 RBCアナウンサー朗読 ～一人語りシアター～                           |
| 6  | 30 | 6:30 まいどあり～。                                               | 6:30 耳より健康便り                                                     |
| 6  | 45 | 6:45 今旬!インフォメーション                                      | 6:45 今旬!インフォメーション                                            |
| 7  | 00 | 7:00 野菜ソムリエ スタジオβ                                       | 7:00 まいどあり～。                                                     |
| 7  | 15 | 7:00 野菜ソムリエ スタジオβ                                       | 7:15 おはようインフォメーション                                         |
| 7  | 30 | 7:30 RBCiRadio・J-POP10                                           | 7:30 回る島うた 生まりうた                                              |
| 7  | 45 | 7:30 RBCiRadio・J-POP10                                           | 7:45 ピックアップラジオショッピング                                     |
| 8  | 00 | 8:00 話題のアンテナ 日本全国8時です（TBSラジオ）                  | 8:00 地方創生プログラム ONE-J（TBSラジオ） ▽8:55 シャワープッシュ       |
| 8  | 15 | 8:15 旬!SHUN!ピックアップ                                         | 8:00 地方創生プログラム ONE-J（TBSラジオ） ▽8:55 シャワープッシュ       |
| 8  | 30 | 8:30 Neo言葉の玉手箱                                              | 8:00 地方創生プログラム ONE-J（TBSラジオ） ▽8:55 シャワープッシュ       |
| 9  | 00 | 9:00 健康生活インフォメーション                                   | 8:00 地方創生プログラム ONE-J（TBSラジオ） ▽8:55 シャワープッシュ       |
| 9  | 15 | 9:15 まいどあり～。                                               | 8:00 地方創生プログラム ONE-J（TBSラジオ） ▽8:55 シャワープッシュ       |
| 9  | 30 | 9:30 いらみなぜんこのほっとホットスタジオ                         | 8:00 地方創生プログラム ONE-J（TBSラジオ） ▽8:55 シャワープッシュ       |
| 9  | 50 | 9:50 いいものテンミニッツ 録音風物誌（火曜会）                    | 8:00 地方創生プログラム ONE-J（TBSラジオ） ▽8:55 シャワープッシュ       |
| 10 | 00 | 10:00 ナガハマヒロキの週刊リッスン ▽11:30 只今いきものんちゅ      | 10:00 沖野綾亜のチルドキ!! ▽11:45 きゃんひとみの琉球花物語              |
| 11 | 00 | 10:00 ナガハマヒロキの週刊リッスン ▽11:30 只今いきものんちゅ      | 10:00 沖野綾亜のチルドキ!! ▽11:45 きゃんひとみの琉球花物語              |
| 12 | 00 | 10:00 ナガハマヒロキの週刊リッスン ▽11:30 只今いきものんちゅ      | 10:00 沖野綾亜のチルドキ!! ▽11:45 きゃんひとみの琉球花物語              |
| 13 | 00 | 10:00 ナガハマヒロキの週刊リッスン ▽11:30 只今いきものんちゅ      | 10:00 沖野綾亜のチルドキ!! ▽11:45 きゃんひとみの琉球花物語              |
| 14 | 00 | 14:00 92ラジ                                                      | 14:00 ホリデー・イン・ポップス21 ▽15:45 納得健康15分                    |
| 14 | 30 | 14:30 Bランチ                                                     | 14:00 ホリデー・イン・ポップス21 ▽15:45 納得健康15分                    |
| 15 | 00 | 14:30 Bランチ                                                     | 14:00 ホリデー・イン・ポップス21 ▽15:45 納得健康15分                    |
| 16 | 00 | 16:00 下地暁のわいわいワイドー（RBC宮古島サテライトスタジオから） | 14:00 ホリデー・イン・ポップス21 ▽15:45 納得健康15分                    |
| 16 | 30 | 16:30 ズミーファイユー                                            | 14:00 ホリデー・イン・ポップス21 ▽15:45 納得健康15分                    |
| 17 | 00 | 17:00 Nisshoプレゼンツ 渡部絵美の住まいるハウス（TBSラジオ）      | 17:00 ベストミュージックコレクション・ジャパン                          |
| 17 | 30 | 17:30 ピックアップラジオショッピング                              | 17:30 健康生活インフォメーション                                        |
| 17 | 45 | 17:45 ウィークエンドネットワーク（TBSラジオ）                     | 17:45 RBCニュース                                                       |
| 17 | 50 | 17:50 K's juke box（再放送）                                      | 17:50 K's juke box（再放送）                                            |
| 18 | 00 | 18:00 RBCiラジオスペシャル                                        | 18:00 こきざみインディアンの1杯目から！                                 |
| 18 | 30 | 18:00 RBCiラジオスペシャル                                        | 18:30 時東ぁみの危機耳ラジオ!〜その時のために〜（かしわプロダクション） |
| 19 | 00 | 19:00 きいやま商店SHOW                                            | 19:00 seven oopsナナマイのうさがみそーれー!（再放送）                   |
| 19 | 30 | 19:30 ハワイの風（熊本放送）                                      | 19:00 seven oopsナナマイのうさがみそーれー!（再放送）                   |
| 20 | 00 | 20:00 宮城麻里子のハッピーストーリーズ                            | 20:00 RBCアナウンサー朗読 ～一人語りシアター～（再放送）                |
| 20 | 30 | 20:30 ありんくりんのヨーガクナイト                                | 20:30 亀渕昭信のお宝POPS（火曜会）                                      |
| 21 | 00 | 21:00 2次元SWAMP                                                  | 21:00 普天間かおりのぬちぐすいやっさー（エフエム世田谷）                |
| 21 | 15 | 21:00 2次元SWAMP                                                  | 21:15 村井敏朗 今、在るがまま                                           |
| 21 | 30 | 21:00 2次元SWAMP                                                  | 21:30 あきらの人生はときめき～いのち燃やして～                          |
| 22 | 00 | 22:00 ラジオBar 南国の夜                                          | 22:00 RBCiラジオスペシャル（再放送）                                    |
| 23 | 00 | 23:00 松山千春 ON THE RADIO（NACK5）                              | 23:00 アナログタロウ 痛快!アナログヒッパレ〜♪                           |
| 23 | 30 | 23:00 松山千春 ON THE RADIO（NACK5）                              | 23:30 ROCK BOTTOM                                                       |
| 0  | 00 | 0:00 RBCiラジオ・J-POP10（再放送）                                | 0:00 RBCミュージックセレクション                                        |
| 0  | 30 | 0:30 あにまにあ（北陸放送）                                       | 0:00 RBCミュージックセレクション                                        |
| 1  | 00 | 1:00 東京ポッド許可局（TBSラジオ）                                | 0:00 RBCミュージックセレクション                                        |
| 2  | 00 | 2:00 RBCミュージックセレクション                                  | 0:00 RBCミュージックセレクション                                        |
| 3  | 00 | 2:00 RBCミュージックセレクション                                  | 0:00 RBCミュージックセレクション                                        |
| 4  | 00 | 2:00 RBCミュージックセレクション                                  | 4:00 にゅーとぴ♪（TBSラジオ）                                           |

##### 随時放送
- RBCニュース
- 交通情報
- 天気予報
  - 各ワイド番組内で放送。
- りゅうせきSSグループ 台風情報（台風接近時に随時放送）

##### 特別番組
- RBCiラジオ エキサイトナイター（2018年以降沖縄県内開催の試合を自社制作）
- ゆかる日 まさる日 さんしんの日 （1993年開始、毎年3月4日 11:45 - 21:00）
- NAHAマラソン中継（毎年12月第1日曜 8:15 - 15:30、テレビでも一部時間帯同時放送）
- 天皇盃 全国男子駅伝実況中継（中国放送より毎年1月第3日曜12:15にネット）
- ボートレースラジオ実況中継（文化放送よりネット。2019年からネット開始。）
- 聴いて得するラジオマガジン（RKBラジオ制作、九州・沖縄・山口ブロックネット。年2回放送）
- 輝く!日本レコード大賞（TBSラジオ制作 毎年12月30日 18:30 - 22:00、テレビ〔RBCテレビ含むJNN系列地上波全国28局ネット〕とラジオ〔RBCiラジオ含むJRN系列局の一部でネット〕で同時生放送）

#### 過去に放送した番組

##### 自社制作番組
平日朝
- 民謡朝一番
- おはようダイヤル740→おはようダイヤル738（7:40 - 9:00）
- RBCおはようジャーナル（1980年4月 - 、7:00 - 8:55）
- RBCモーニングステーション（7:00 - 11:00)
- シャキッとi（2002年4月1日 - 2020年3月27日、6:30 - 9:00 → 7:00 - 9:00 → 6:35 - 9:00 → 7:00 - 9:00）
- 沖縄の暮らし（2023年10月 ‐ 2024年3月、6:30 ‐ 6:45）
- おなかがグーは、しあわせのグー。（九州・沖縄企画ネット番組）

平日昼前
- ホームレディー740→ホームレディー くらしのダイヤル（9:00 - 11:00 → 9:00 - 12:00）
- モーニングサロン
- 玉城デニーのすまいるスタジオ→すまいるスタジオ（1998年4月 - 2002年3月、9:00 - 11:00）
- 柳卓のほっとスマイル（9:00 - 10:30）
- ジブンジカン（2014年3月31日 - 2020年3月27日、9:00 - 10:50）

平日昼過ぎ
- ランチタイムダイヤル740
- ナツメロ沖縄50年（1976年 - 1996年）
- ふれ愛パレット（1991年 - 2000年）
- @BBS（2002年4月 - 2007年3月）→昼ワク!（2007年4月 - 2008年3月）
- デートタイム あなたと歌謡曲
- ほっとひと息歌謡曲（1980年代 - 1991年）
- RBCラジオ午後1!（2000年 - 2002年）
- スポーツフォーカル（2003年4月7日 - 2020年3月27日、月曜 - 金曜 14:00 - 15:45）

平日夕方
- サンセット・ダイヤル740（17:00 - 17:30）
- RBCラジオエリアリポート
- RYUGIN GOOD TIME Radio

平日ナイターオフ
- イブニングダイヤル740RBC情報センター（18:10 - 19:10）
- 玉城デニーのまんたきー・ないと!

平日夜
- ニューススタジオ740
- ナイトヤングメイツ（? - 1985年3月）
- シャッフルナイト
- ラジオジャック（1985年4月8日 - 1993年10月1日）
  - うりひゃー!東京カラーランド（1990年6月1日 - 1991年4月5日）
- ラジ・ゲリラ（1993年10月 - 1995年4月）
- リビドー（月曜 - 木曜 21:00 - 22:00→ 22:00 - 23:00）
  - （月）SWAG RADIO
  - （火）初恋クロマニヨンのいじくりチューズデー
  - （水）沖縄国際大学　放送研究部「今夜も自主休講」
  - （木）ポニーテールリボンズのモアイランドしようぜ! ※枠解消後は30分の単独番組となる
- 団塊花盛り!（2006年10月2日 - 2018年3月30日、月曜 - 金曜 21:00 - 23:00）
- プライムエイジ・アワー（2018年4月2日 - 2020年3月27日、月曜 - 金曜 21:00 - 23:00）※（月曜）かでかるさとしの なんくるラジオ　のみ単独番組として2023年3月まで放送（後述）
  - （火曜）箕田和男のミュージックナイト
  - （水曜）高橋勝也のレトロエイジャー
  - （木曜）小山康昭の今も青春
  - （金曜）高橋勝也のザ・NIPPONヒットパレディオ
- ラースポット（? - 2010年3月、月曜 - 金曜 22:30 - 24:30）

平日深夜
- 夜ズバッ!!（月曜 - 金曜 24:00 - 25:00、2008年3月にスタート、一時期休止していたが、7月から復活し、9月終了）

金曜日
- 金曜リビドー「ナガハマヒロキとモバイルプリンスのすれすれスレッド」（金曜 21:00 - 22:00→ 22:00 - 23:00）
- ナガハマヒロキとモバイルプリンスのすれすれイレブン（金曜 23:00 - 23:30）
- ミュージックファイルマックス（金曜 24:00 - 24:30）

土曜日
- ミュージックファイル・サタデー（土曜 5:00 - 5:25）
- 土曜の朝は音楽を
- シャキiサタデー（土曜 7:00 - 9:30）
- 土曜サプリ（土曜 7:00 - 9:00）
- 大城蘭の土曜日のタマネギ（土曜 7:00 - 9:00）
- 土曜モーニングスペシャル
- 柳卓の土曜の朝はにぎやかに→柳卓のスーパーサタデー→柳卓のでっかい朝!（1994年 - 2000年）
- 上原京子のSong for you（土曜 7:30 - 8:00）
- 與那嶺 啓のSaturday Morning（土曜 8:30 - 8:50）
- SWISH!（土曜（第1部） 9:50 - 11:30／（第2部）12:00 - 15:00）
- サタデースクール Ohana!（2016年4月 -　2018年3月 土曜（第1部） 10:00 - 11:30／（第2部）12:00 - 15:00）
- サタデー・アフターヌーン・ワイド
- 土曜ワイド 神田勲です!上原京子です!
- チムどんぱあく（土曜 12:00 - 15:00）
- エミのライブキッチン（毎月最終土曜 17:00 - 17:30）
- 山野本竜規 人生のヒント（土曜 19:00 - 19:30）
- カーゴス DE ラララ in はいさい市（土曜 19:00 - 19:30→ 土曜 19:30 - 20:30）
- 木下教授のサタデーナイトゼミナール（土曜 23:30 - 24:00）
- スポーツフォーカルANNEX（土曜（日曜） 24:00（0:30）- 25:00（1:00）)
- 音夜一夜（土曜 24:30 - 25:00）
- Music SAKA-Bar（開始時は金曜20:45 - 21:00、最終回時点は土曜19:30 - 20:00）
- 遠藤恭子のMIDNIGHT JAZZ
- T-BOLAN 森友嵐士の沖縄BE WITH YOU（土曜 17:50 - 18:00、2017年8月 ‐ 2024年8月）

日曜日
- サンデーロコモーション（日曜 8:00 - 11:00）
- 田久保諭の日曜ポーレポーレ（日曜 10:00 - 15:00）
- 日曜ちゃんこ鍋
- サンデー・アッチャー（日曜 12:00 - 15:00）
- 久茂地放送屋（日曜 12:00 - 15:00）
- 島袋優のヤエヤマン　イン　クモジ（日曜 18:00 - 18:30）
- こんばんは!小山康昭です（日曜 19:00 - 21:30）
- こんばんは!仲地昌京です（2016年6月26日終了。日曜 19:00 - 22:00）
- ジャズを聴きたくて（日曜（月曜） 24:30（0:30）- 25:30（1:30））
- 小山康昭のトリセツな話!（日曜 17:00 - 17:30→23:00 - 23:30）
- かでかるさとしのなんくるラジオ（開始時は月曜夜、最終回時点は日曜 19:00 - 20:00）
- ベストヒットだったUSA リターンズ（日曜 22:00 - 23:00）
- Wしんちゃんといずみ～の うたいの～しラジオ（日曜 17:00 - 17:30）
- 三田りょうのRUN・RUNタイム（日曜 21:00 - 21:15）

その他
- シャープ金の歌銀の歌（ラジオ版、? - 1977、毎日放送・ニッポン放送などの企画ネット番組、これとは別にテレビ版も放送した。）
- 沖縄市からこんにちは
- こんにちは!歌謡曲です!
- ミュージックトライアングル
- トライアングルのミュージックブルベン
- 卓のアクションジョッキー
- 西山さとしショー
- 語やびら島うた 上原直彦ショー
- さとしののってる歌謡曲
- ライフ・イン・サントリー
- ヤング・オブ・トモロー
- ウェディング・ダイヤル 素敵なカップル
- かりゆし民謡道中
- 金沢明子のふるさと民謡
- コラソン・デル・アモール〜南の国の熱い風〜
- 芸能バラエティーふるさとバンザイ!（現在も時々スペシャルで放送）
- 民謡ところところ
- コーミンヒットパレード→ケンタッキーベストヒット20→RBC歌謡ヒットチャート[注 29]→RBC J-POP20
- RBCポップサンデー→RBCポップチャート
- ロッテリアサウンドステーション（1984年 - 1993年・最後の1年間は「箕田和男のドカ〜ンと一発!絶好調」に内包）
- 天才ファニーズのとびっきりラジオ（1995年4月 - 9月）
- 箕田和男のドカ〜ンと一発!絶好調（1992年 - 1995年）→SUN OF あファニーズ（1995年 - 1996年）→○×△超ファニカジ（1996年 - 2000年）
- クロマルのPower Radio
- ご存知!深夜大学（1975年 - 1980年?）
  - 深夜大学R（? - 2006年）
- 夜のテレフォンラリー→ワンカララジオ隊→ラジオDEないと
- ミノカズのとことんワイド400（1997年 - 2000年）→FUN to FAN（2000年 - 2002年）
- くもじWAVE738
- 岩ちゃんのビタミンラジオ
- 深夜の艶歌道（1987年 - 1992年）
- 尚学院ラジオ予備校（1980年代 - 1997年）
- キャンパス通信「青春って何だ!」（1980年代 - 1992年）
- 上原直彦の語やびら島うた
- ラーの法則（1997年 - 1999年）
- 勝ち猫プレゼンツラジカルミックス（1999年）→勝ち猫（1999年 - 2001年）
- 山葵宴〜Radish Garden〜
- 音風〜中トロあります〜
- 大川豊治アワー
- ともじ・はつえのラジムナー（2002年? - 2007年3月）→ハピハピ☆カラー〜ジェリービーンズな日曜日〜（2007年4月 - 2008年3月）
- 歌謡音楽館 スーパーカウントダウン
- 阿部敏郎のだいじょうぶだから
- 中尾彬・沖縄時間（ - 2007年5月）
- 月曜フォーラム（月曜 19:00 - 20:30、? - 2008年3月）
- 愛リクエスト（火曜 - 金曜 19:00 - 20:30、2007年度・2008年度の10月 - 3月期のみ放送）
- ANAグループプレゼンツ プレミアムラウンジ（2005年4月 - 2010年3月）
- MUSIC SHOWER （2008年3月31日 - 2012年3月）→ MUSIC SHOWER Plus+ へリニューアル。
- 小山康昭・箕田和男の今日も一日お疲れさん（月曜 - 金曜 18:30 - 19:00）
- 森羅万象 風のゆくえ（日曜 18:30 - 19:00）
- ふ〜み〜のフォークTIDA BOX
- パッションGO!GO!（火曜 23:00 - 23:30）
- K's Juke Box（與那嶺啓アナウンサー出演の番組、現在放送中の同名タイトル（片野達朗アナウンサーならびに鎌田宏夢アナウンサー出演）とは別番組、日曜 18:30 - 19:00　→　火曜 23:30 - 24:00／日曜 25:00 -（月曜深夜 1:00 - ）に再放送）
- 宮城杏里 ヨーガク TOP10（水曜　23:00 - 24:00）
- ありんくりんのくふぁちぶるラジオ（木曜 23:30 - 24:00）
- おきなわのホームソング（月曜 - 金曜 10:45 - 10:50）
- まーてる先生の目からうろこおきなわ健康大学（月曜 - 金曜 15:40 - 15:50）
- ストレス発散研究会（金曜 23:30 - 24:00）
- 裏SWISH!（土曜（日曜）24:00（0:30） - 25:00（1:00））
- よしもと沖縄 テーファー・ラジオ!
- Orion Presents Value Of Nature
- グルクンマスクと漢那邦洋のグルカン
- 嘉大雅のサタデーマグネット
- 雄大の夢圓歌
- ジ・アナウンサーズ 特命全権アナβ（現在月曜 - 木曜で放送中の「ジ・アナウンサーズ」とは別番組。月曜 23:00 → 23:30 - 24:00。）
- ポニーテールリボンズと平川美香のパイパイパイナップル!
- It's EUROBEAT
- 日本損害保険協会Presents 護得久栄昇の飲酒運転ちゃめっちゃめ
- サファイア玲子の恋せよ!お仕事
- レ・ロマネスクTOBIの めんそ〜レレレ!
- シルバーウッド石垣オフィスプレゼンツ ドクトル・ノウの処方はいかが?
- RBC創立70周年特別番組 懐機・尚巴志（月 ‐ 金 6:30 ‐ 6:40、再放送 18:25 ‐ 18:35 2024年4月 ‐ 9月）

##### 主なネット番組
JRN系番組
※特記のない限りTBSラジオ制作
- 秋山ちえ子の談話室（2002年10月に帯番組枠終了とともに打ち切り、日曜談話室はネットせず）
- ズバリ快答!テレフォン身の上相談（一時期ネット、関東以外では唯一「テレフォン人生相談」（ROKで現在も放送中）と両方放送していた）
- 待ったなし!大相撲（一時期ネット）
- 週刊スター自身（一時期ネット）
- 城島茂のTOKIO CLUB（一時期ネット）
- ニュースハイライト（イブニング・ネットワーク、現在のネットワークTODAY枠）
- 星野新保 世界をNIRAむ
- ホンダイブニングダイアリー（現在のほっとインフォメーション枠）
- 三菱ドライビングポップス
- 三菱ふそう全国縦断・榎さんのおはようさん〜!
  - 1987年4月に旺文社の大学受験ラジオ講座と百万人の英語が早朝から深夜に時間移動したためようやくネット開始
- 宮崎美子のみんながほっと介護保険
- ミュージックハイウェイ
- バックグラウンド・ミュージック（キユーピー1社提供時にネット）
- 藤本義一"聞きすて御免"（一時期ネット）
- 牟田悌三のあなたのための税金相談
- 柳生博の楽しさ発見
- パックインミュージック（1976年ネット開始）
  - パックインミュージック21（25:00からの飛び乗りスタート）
- 今夜もセレナーデ
- スーパーギャング
  - （ただし1987年4月 - 1989年9月は旺文社の大学受験ラジオ講座と百万人の英語が深夜に放送されたため、ネットされなかった）
- シンデレラドリーム ミッドナイト☆パーティー
  - （放送開始から1995年3月は25:00からの飛び乗りだったが、4月 - 放送終了はTBSラジオと同じ24:00からのスタート）
  - ウィークエンド・ミッドナイト☆パーティー
- ファンタジーワールド（ネット局では唯一フルネット）
- UP'S〜Ultra Performer'S radio〜
- 次はオレらだ!東京爆裂DJ（放送開始から27:00からの飛び乗りネット）
  - ウルフルズの地味ラジオ（独立後、一時期ネット）
- RIDE ON MUSIC!（下記の番組放送するため、他のネット局同様2000年10月打ち切り）
- Be@t B@by!!（他のネット局同様27:00からの放送）
- B-Junk（上記の番組終了により2003年10月よりネット）
- いすゞ歌うヘッドライト〜コックピットのあなたへ〜（1976年ネット開始、1998年10月 - 放送終了はノンスポンサーに）
- SURF&SNOW（一時期ネットしていた）
- スピークスピリッツ
  - デジ虫
- ロック魂（他のネット局同様27:00からの飛び乗りネット→時差ネット）
- 気ままにJポップ（RKBラジオ制作　九州・沖縄7局ネット）
- 九州沖縄むかし物語（RKBラジオを中心とする九州・沖縄7局ネット）
- たかじんの風に吹かれて（RKBラジオ制作　九州・山口・沖縄8局ネット）
- ナイターオフJRNネット帯番組（2000年 - 2007年、いずれも火曜 - 金曜のみの放送）
  - e-NITE（最初は夜8時台のみのネットだったが、後に9時台もネットすることになる）
  - mix（ネット局では唯一夜7時からフルネット）
  - ブジオ!
  - 半年限定プロジェクト あべこうじのポッドキャスト番長（夜8時台のみネット）
- おとなの時間割（2005年 - 2006年のみ、月曜 - 木曜のみ24:00からの時差ネット）
- BATTLE TALK RADIO アクセス（2000年 - 2007年、但し通年放送は2002年からでそれまではナイターオフのみ放送）
- 全国こども電話相談室・リアル!
- 天皇盃全国都道府県対抗男子駅伝競走大会（毎年1月下旬にRCCラジオの制作で全国民放38局ネット）
- 百万人の音楽（一時期ネット）
- 小沢昭一の小沢昭一的こころ
- 菊地成孔の粋な夜電波
- 24時のハコ
- CITY CHILL CLUB（2022年3月でネット打ち切り）
- エレ片のケツビ!
- さらば青春の光がTaダ、Baカ、Saワギ（2025年3月でネット打ち切り）

系列外の番組
文化放送制作
- ラジオライブラリー「新・人間革命」
  - 渡辺徹 家族の時間（上記のクッション番組）
- 朝の小鳥
- 旺文社大学受験ラジオ講座（1987年3月までは早朝、4月 - 放送終了は深夜の放送だった）
- 百万人の英語（ネット開始時期不明 - 1987年3月は6:00、同年4月 - 1989年9月は25:30からの放送、10月からFM沖縄へネット移行）
- 全国歌謡ベストテン→SUPER COUNTDOWN 10（火曜会が企画の受託制作、途中打ち切り）
- ココロのオンガク 〜music for you〜（2013年10月 - 2024年3月のナイターオフ期のみ）
- 純次と直樹（2025年3月打ち切り）

ニッポン放送制作
- 中居正広のSome girl' SMAP（一時期ネット）
- キンキラKinKiワールド（一時期ネット）
- 新日鉄コンサート（一時期ネット）
- 日立1社提供全国ネット枠[注 30]
  - 日立ミュージック・イン・ハイフォニック→HITACHI MUSIC INN
  - HITACHI FAN! FUN! TODAY
  - HITACHI CRESCENT TIME
    - 中山美穂 P.S. I LOVE YOU（日立がスポンサー降板と同時に打ち切り、下記の番組に日立枠を引き継ぐ）
    - 工藤静香 素敵にFeel So Good
    - 内田有紀 夜空にYOU KISS!（日立がスポンサー降板後、下記の番組と交代でROKにネット移行）
    - 森高千里 STEP BY STEP

  - うえちゃんの日立おっかけトーク→KOASAくんの日立ほっとトーク
- ハイ!SPEEDで行こう!（一時期ネット）
- hiro素顔でMelody Fair（一時期ネット、自社ローカルだがマクドナルドの1社提供だった）
- 篠原涼子 感度♥良好!!（一時期ネットしたがROKにネット移行）
- 上戸彩担当番組（2002年 - 2007年、母親が沖縄県出身であるためネットしていた）
  - 上戸彩 Seventeen's Map→上戸彩 Eighteen's Road→上戸彩 Nineteen's Nine→上戸彩 ハタチにハイタッチ!→上戸彩 21ピース!
- ジャパンエナジー→JXTG→ENEOS1社提供全国ネット枠[注 31]
  - JX童話の花束
  - ENEOSプレゼンツ あさナビ

その他の民放ラジオ局制作
- 普天間かおりのアハハでウフフ（東海ラジオ）

※2014年春の番組改編により当局で打ち切られ、東海ラジオでも2014年9月いっぱいで終了。
- angelaのsparking!talking!show!（東海ラジオ）

※2017年1月で当局での放送は打ち切られたが、東海ラジオとネット局のラジオ関西では引き続きアニラジ枠として放送している。
- 林原めぐみのHeartful Station（ラジオ関西）

※2015年度の番組改編により、ラジオ関西での番組終了とともに当局でも放送終了。
- OLEっち（bayfm・NACK5共同制作）

NHK制作（NHK沖縄ラジオ放送局再開前）
- 昼のいこい（開局当時）
- NHK学校放送番組（復帰前、琉球政府文教局提供でROKとともに放送。復帰後にNHKラジオ第2放送開始とともに移行）
- のど自慢素人演芸会（復帰前、復帰後にNHKラジオ放送再開とともに移行）
- 国会討論会・政治座談会・経済座談会
- NHK英語会話
- NHK国際講座
- ラジオ体操

その他外部制作など
- らじとぴあワールド（1992年10月にROKからネット移行）→歌謡フラッシュ（いずれも関西放送制作）
- ラジオはアメリカン（株式会社PRP制作、1989年4月 - 1990年3月、4月からROKへネット移行）

※TBSラジオほかクロスネットを含めた大半のJRN系列局でも放送したが、NRN単独系列局の東海ラジオ放送・ラジオ大阪・栃木放送や当時NRN単独局の西日本放送ラジオ（現在はJRNとNRNのクロスネット局）や当時独立局の茨城放送（現在はNRN単独系列局）にも放送したため、正確には外部制作（ナムコ創業者の親族が経営の会社）の番組販売との理由でJRN系列番組の対象外だった。
- 芸人お試しラジオ「デドコロ」（火曜会）
- ゆいゆいやいま（FMいしがきサンサンラジオ）

## テレビ

### テレビネットワークの移り変わり
- 1960年（昭和35年）6月1日 - 琉球政府からテレビジョン免許を交付され開局。NHK・日本テレビ・東京放送（現：TBSテレビ）・NETテレビ（現：テレビ朝日）の番組のネットを開始するが、本土とのマイクロ回線が開通していなかったためテープネットとなる（フジテレビの番組は沖縄テレビが既に開局していたため、あまり放送されなかった）。
  - また、ニュースネットワークとしてはJNNに加盟するが、当時は琉球支局という位置付けであり、ネットニュースは放送できなかった。『JNNニュース』（夕方ニュースは『JNNテレビ夕刊』）という名前でありながら、ニュースは全て回線開通まで特例の企画ネット番組扱いにおける暫定措置として自社制作で行わざるを得なかった。
- 1964年（昭和39年）9月1日 - 本土との日琉マイクロ回線が白黒で開通し、自社制作ニュース企画ネットの特例暫定措置を解除しJNN排他協定を発動、『JNNニュースコープ』などのネットニュースの放送が可能になる。また、本土同様に東京・大阪からのネット受け放送が可能になる。以降は正式にニュースはTBSフルネット、番組はフリーネット放送となった。
- 1968年（昭和43年）12月22日 - 沖縄放送協会が沖縄本島で放送開始したため、学校放送以外のNHKの番組が移行する（学校放送は沖縄の日本国復帰となる1972年5月15日の前日まで続き、復帰当日に開局したNHK沖縄教育テレビジョンに移管される）。
- 1969年（昭和44年）10月1日 - 沖縄テレビがフジテレビ系列（FNS）に加盟したため、フジテレビの番組が同局へ移行。以降はTBSを主軸とし、日本テレビ・NETテレビ・東京12チャンネル（現：テレビ東京）の番組を沖縄テレビと番組販売で共有することとなった。
- 1972年（昭和47年）5月15日 - 沖縄の施政権がアメリカ合衆国から日本へ返還。免許事業が郵政省（現：総務省）に譲渡され、これにより日本のテレビジョン免許を交付される。正式にニュースネットワークJNNに加盟。一方でマイクロ回線についても、白黒からカラーへ移行、前述通りカラー回線を徐々に増やし同年12月に完全カラー化された。
- 1975年（昭和50年）3月31日 - 腸捻転解消により、これまで沖縄テレビで放送されていた毎日放送のテレビ番組がすべて移行される（逆に一部の朝日放送の番組が沖縄テレビに移行するが、一部の番組はそのまま1995年9月までネットを継続する）。
- 1994年（平成6年）4月1日 - 沖縄テレビがテレビ朝日の番組（民間放送教育協会制作分を除く）の放送を打ち切ったため、RBCテレビのみの放送となる（琉球朝日放送の設立を2か月後に控えたため）。
- 1995年（平成7年）10月1日 - テレビ朝日と出資して設立した琉球朝日放送の開局により、テレビ朝日の番組がすべて同局に移行する。
- 2002年（平成14年）4月1日 - 民教協に加盟したため、同制作分に限り、テレビ朝日の番組ネットを再開する。

### デジタルテレビ放送のリモコンキーIDについて
- JNN系のリモコンキーIDには原則としてキー局のTBSテレビ[注 32] のアナログ親局と同じ「6」であるが、RBCのリモコンキーIDは「3」を使用している。
- 毎日放送（準キー局）及びRKB毎日放送（RBCと同じe-JNN（九州・沖縄ブロックのJNN系列）キー局）のアナログ親局と同じ「4」も空いていたが、4chを踏襲したMBS・RKB両局とは異なり「4」も獲得しなかった[注 33]。
- アナログ親局の「10」も使用可能ではあったが、申請はされなかった[注 34]。
- JNN系キー局であるTBSテレビのリモコンキーIDと同じ「6」については、沖縄のアナログ放送においてはAFN（米軍放送網）が使用していたため、RBCはそのイメージを避ける意味合いなどから「6」を希望しなかったという。なお、沖縄県内の放送局でリモコンキーID「6」は上記の「4」同様にどこも使用していない[注 35]。
- またかつてのアナログ親局10chを使うJNN系列局（他に山陰放送・宮崎放送）で唯一リモコンキーIDに6chを使用していない。
- なおJNN系でリモコンキーID「3」を使用している局は、本局の他、中国放送（RCC）、テレビ山口（tys）、長崎放送（NBC）、熊本放送（RKK）、大分放送（OBS）と西日本に集中している。

### デジタルテレビ（JORR-DTV）
リモコンキーID：3
- 那覇本局 14ch
  - 周波数479.142857 MHz:出力1kW・実効輻射電力18.5 kW（2006年12月1日放送開始）
  - 送信所・豊見城市字嘉数534（RBCiラジオ・琉球朝日放送と共用で実質的に局単独の施設）
- 佐敷 30ch・3W（2007年12月1日放送開始）
- 今帰仁 34ch・30W（2007年12月1日放送開始。琉球朝日放送、FM沖縄と共同）[注 36]
- 久米島 30ch・3W（2007年12月1日放送開始）
- 本部 48ch・100 mW（2008年12月1日放送開始）
- 沖縄石川 30ch・300 mW（2008年12月1日放送開始）
- 久米島東　21ch・100 mW（2008年12月1日放送開始）
- 宮古島（平良） 14ch・100W（2009年10月21日放送開始）
- 多良間 43ch・100 mW（2009年10月21日放送開始）
- 石垣 33ch・100W（2009年10月21日放送開始）
- 川平 19ch・30W（2009年10月21日放送開始）
- 祖納 32ch・1W（2009年10月21日放送開始）
- 与那国 29ch・1W（2009年10月21日放送開始）※2011年3月6日より17chに周波数が変更された（与那国町の一部世帯で台湾からのテレビ電波の混信により受信障害が発生したため）。
- 内道 20ch・10 mW（2009年10月21日放送開始）
- 宜野湾 44ch・1W（2009年12月1日放送開始）
- 胡屋 30ch・1W（2009年12月1日放送開始）
- 具志川 30ch・1W（2009年12月1日放送開始）
- 伊是名東 26ch・50 mW（2010年3月31日放送開始）
- 伊是名西 31ch・50 mW（2010年3月31日放送開始）
- 大度　21ch・10 mW（2010年3月31日放送開始）※デジタル新局
- 高原 30ch・10 mW（2010年7月24日放送開始）
- 北中城 38ch・10 mW（2010年7月24日放送開始）
- 辺野古 39ch・10 mW（2010年8月31日放送開始）
- 志喜屋 21ch・10 mW（2010年9月10日放送開始）
- 運天原 46ch・10 mW（2010年9月30日放送開始）
- 恩納 30ch・10 mW（2010年12月1日放送開始）
- 名護東江 21ch・10 mW（2010年12月1日放送開始）
- 呉我 47ch・10 mW（2010年12月24日放送開始）
- 南大東 34ch・3W（2011年7月22日放送開始）※デジタル新局
- 北大東 44ch・3W（2011年7月22日放送開始）※デジタル新局
  - 先島中継局は当初2009年5月に放送開始予定だったが、技術的トラブルにより先送りとなり、同年10月21日に本放送開始。これで先島諸島における当局を含む在沖全テレビ局の整備が完了した。
  - なお、大東諸島（南大東・北大東の両中継局）は海底ケーブル敷設の関係で長らく開局時期を明らかにしていなかったが、2011年7月22日に正式開局。なお、2011年の年明けから海底ケーブルの敷設工事が行われた。
  - 中継局施設は特記されている那覇本局と今帰仁中継局を除いてNHK沖縄放送局と在沖民放3局または在沖民放3局の共同使用。
  - 鹿児島県の和泊町にあるケーブルテレビ局「和泊町有線テレビ」では他の在沖民放2局とNHK沖縄放送局の総合テレビとともに区域外再放送を行っている。

### アナログテレビ（JORR-TV）
2011年7月24日停波時点
那覇本局 10ch
- 映像周波数205.25 MHz・出力5kW（最大実効輻射電力44kW）
- 音声周波数209.75 MHz・出力1.25 kW（最大実効輻射電力11kW）
- 送信所・豊見城市字高安1019（旧NHK沖縄放送局敷地内）
  - 送信鉄塔はNHK（アナログテレビ・デジタルテレビ・FM）・沖縄テレビ（アナログテレビ・デジタルテレビ）と共同
  - 送信局舎は沖縄テレビのアナログテレビと共同（NHK・沖縄テレビのデジタルテレビとNHK-FMの送信局舎とは別の位置となる）

沖縄本島および周辺
- 久米島　4ch・10W（沖縄初のテレビ中継局で1964年に開設。復帰前はUS7chだった。沖縄県内民放テレビで唯一のVHF中継局）
- 首里 55ch・3W
- 佐敷 58ch・30W
- 宜野湾 39ch・10W
- 胡屋 22ch・10W
- 具志川 50ch・10W
- 沖縄石川 58ch・3W
- 恩納 39ch・3W
- 今帰仁 34ch・300W
- 東江 48ch・1W
- 本部 56ch・1W

先島諸島（1993年12月16日放送開始）
- 宮古島（平良） 32ch・1 kW
- 多良間 58ch・30W
- 石垣 30ch・1 kW
- 川平 44ch・300W
- 祖納 23ch・100W
- 与那国 41ch・10W

## テレビ番組

### 現在放送中の番組

#### 自社制作番組
- RBC NEWS Link（月曜 - 金曜 18:15 - 18:55）[注 37]
- RBC NEWS Link FLASH（月曜 - 木曜 22:57 - 23:00、土曜・日曜 21:54 - 22:00）
- RBCウェザーアップデイト（放送終了後から次の放送開始までのフィラーとして放送[注 38]）
- 気ままにロハススタイル（月曜 - 金曜 18:55 - 19:00）
- おきなわフチ歩き（月曜（日曜深夜）1:25 - 1:55）
- ゆうわく時間（水曜 13:55 - 14:17、木曜 13:55 - 14:20）
- 海DO宝（水曜 14:17 - 14:20）
- つなごう沖縄プラス（金曜 22:54 - 23:00）
- ラジオの神回テレビで語る（土曜（金曜深夜）0:43 - 1:13）
- RYUGIN GOOD PR（土曜 11:25 - 11:30）
- Aランチ（土曜 11:56 - 13:10）
- KICK OFF! OKINAWA（土曜 13:15 - 13:30）
- 主婦あさみの乾杯グルメ（土曜 18:50 - 18:55）
- 琉球サウダーヂ（土曜 23:24 - 23:30）
- GOLF BEAT（日曜 6:30 - 6:45）
- おきでん百添アワー ウチナー紀聞（日曜 11:00 - 11:30）
- NAOMIのちょっとミチクサしませんか?（日曜 11:40 - 11:45）
- 沖縄泡盛の女王選出大会（旧暦の元日に放送）
- オキナワノコワイハナシ（旧盆に放送）
- 民謡の祭典（旧盆に放送）
- NAHAマラソン中継（毎年12月第1日曜 8:30 - 11:30、14:48 - 15:24、iラジオでも同時放送）[注 39]
- ダイキンオーキッドレディスゴルフトーナメント（毎年3月、琉球放送主催ではあるが、テレビ中継はゴルフ中継の実績等からTBSテレビがキーステーションとなる）
- RBCシネマスペシャル（日曜（土曜深夜） 0:58 - 2:55）[41]

#### TBS系列遅れネット番組
- ジンギス談!（火曜 0:59 - 1:29（月曜深夜）、北海道放送制作）
- よしもと新喜劇（水曜 0:59 - 1:59（火曜深夜）、毎日放送制作）
- 歩道・車道バラエティ 道との遭遇（土曜 6:30 - 7:00、CBCテレビ制作）
- 週刊さんまとマツコ（土曜 13:30 - 14:00）
- JNN九州・沖縄ドキュメント ムーブ（月曜 0:50 - 1:22（日曜深夜）、e-JNN加盟局制作）
- 東大王（不定期放送、極稀に同時ネットの場合あり）
- 世界くらべてみたら（不定期放送、稀に同時ネットの場合あり）
- ワールド極限ミステリー（不定期放送、稀に同時ネットの場合あり）

##### 他系列番組
日本テレビ系列
- 有吉ゼミ（火曜 15:49 - 16:50）
- 名探偵コナン（水曜 14:20 - 14:50、読売テレビ制作）
- クイズ!あなたは小学5年生より賢いの?（水曜 15:49 - 16:50）
- 秘密のケンミンSHOW 極（水曜 19:00 - 20:00、読売テレビ制作）[注 40][注 41]
- スクール革命!（水曜 23:59 - 翌0:59）
- しゃべくり007（木曜 14:50 - 15:49）
- カズレーザーと学ぶ。（木曜 15:49 - 16:50）
- 沸騰ワード10（金曜 14:50 - 15:49）
- 嗚呼!!みんなの動物園（金曜 15:49 - 16:50）
- ダウンタウンのガキの使いやあらへんで!（土曜 1:13 - 1:43（金曜深夜））
- ヒューマングルメンタリー オモウマい店（土曜 9:30 - 10:25、中京テレビ制作）
- ザ!世界仰天ニュース（土曜 16:30 - 17:30）
- それいけ!アンパンマン（日曜 5:45 - 6:15）
- 世界の果てまでイッテQ!（日曜 12:58 - 14:00）
- 金曜ロードショー（不定期放送）[注 42]
- サンバリュ（不定期放送）

テレビ東京系列
- 日経スペシャル ガイアの夜明け（月曜 14:55 - 15:49）
- 出川哲朗の充電させてもらえませんか?（月曜 23:59 - 翌0:59）
- 家、ついて行ってイイですか?（火曜 23:59 - 翌0:59）
- 日経スペシャル カンブリア宮殿（木曜 0:59 - 1:49（水曜深夜））
- あちこちオードリー（金曜 0:56 - 1:46（木曜深夜））
- 流派-R since 2001（金曜 1:46 - 2:16（木曜深夜））
- 世界!ニッポン行きたい人応援団（金曜 13:55 - 14:50）
- ソレダメ!〜あなたの常識は非常識!?〜（土曜 6:30 - 7:30）[注 43]
- ありえへん∞世界（土曜 10:25 - 11:25）
- ウルトラマン ニュージェネレーション スターズ（日曜 6:15 - 6:45）
- 開運!なんでも鑑定団（日曜 9:54 - 10:55、（再）:月曜 13:55 - 14:55）
- ゴッドタン（月曜 0:50 - 1:22（日曜深夜））[注 44]

民間放送教育協会
- 日本のチカラ（土曜 6:00 - 6:30）[注 45]

その他
- コザの裏側（火曜 1:29 - 1:44（月曜深夜））
- Music B.B.（日曜 2:55 - 3:25（土曜深夜））
- 運命をキスをお願い!（月曜 1:55 - 2:55（日曜深夜））

### 過去に放送した番組

#### 自社制作番組

##### 平日夕方枠
- RBCエリアレポート（1976年10月 - 2004年4月2日）→RBCニュース ライブi（2004年4月5日 - 2008年3月28日）→RBC THE NEWS（2008年3月31日 - 2021年3月26日）

##### 夜間スポット枠
- RBCフラッシュニュース（- 2021年3月28日）

##### 日曜 12:15枠
- タナベ日曜ホール（1963年4月7日 - ？、）- 田辺製薬（現:田辺三菱製薬）一社提供
- オキコワンワンチャンネル (1967年5月5日 - 1970年5月31日)
- 100万人の大合戦 （1970年6月7日 - 1971年5月30日）
- チャレンジショー・ペアで勝負!（1971年9月12日 - 1972年9月3日）[42]

##### レギュラー報道番組（1981年 - 1997年）
- - RBCジャーナル→RBC特集 報道部発→RBCメディア最前線→RBCプライム2000

##### 土曜正午枠
- 金の歌銀の歌（テレビ版、1965年11月3日 - 1969年1月5日）これとは別に新日本放送（後の毎日放送、現：MBSラジオ）・ニッポン放送などを企画ネットとするラジオ版も放送された（1977年まで）
- カラオケチャンピオン あなたも出番!（1982年11月6日 - 1987年3月28日）
- カラっと歌オケ（1987年4月5日 - 1988年12月27日）
- お昼です決定版（1993年4月3日 - 1994年3月26日）
- 知的エンターテイメント・ポークたまご（1994年4月2日 - 1995年3月25日）
- 沖縄BON!（2009年4月11日 - 2018年3月31日、土曜12:00 - 12:54）

##### 日曜昼1時枠
- ゆん卓サンデー（1995年4月16日 - 1996年4月7日）→噂のレストラン ゆん卓サンデー（1996年4月14日 - 1997年3月30日）→噂の放送局ゆん卓サンデー（1997年4月6日 - 1999年4月4日）→電脳探偵局 ゆん卓サンデー（1999年4月18日 - 10月24日）
- OKINAWAN情報コンビニ（1999年10月31日 - 2002年10月13日）→情報コンビニ 龍の髭（2002年10月20日 - 2005年3月27日）

##### 火曜夜7時枠
- ※HOT NIGHT おきなわ愛ランド（1989年1月17日 - 1993年3月23日）過去に1度だけ北海道放送の「ほっとないとHOKKAIDO」と2元生中継を行ったことがある。

##### ミニ番組
- 沖縄あの店この店（1979年10月1日 - 2008年10月）制作は当山企画。2008年11月よりQABに移行。
- もっとはなさNIGHT（1990年代）
- はな・はな
- 島人ぬ宝（2003年2月2日 - 2020年3月29日）
- おきなわのホームソング（iラジオでも放送された）

##### その他
- RBCニュースショー こんにちは沖縄（1972年4月3日 - 6月30日、金曜 12:00 - 12:40に放送）[注 46]
- 新春民謡紅白歌合戦（1963年 - 2010年, 2015年 - 2018年）元日あるいは2日に放送。
- すくすく育て あおぞらの子（1980年代 - 90年代、当初は琉球放送のみだったがのちに沖縄テレビと隔年交代で放送）
- オリオン日曜対談（1983年4月3日 - 1988年1月3日）
- COMCOM BOOK（1984年10月11日 - 1986年9月25日）
- ホーメル おしゃべり散歩（1986年1月5日 - 12月28日）
- もっと激楽・テレビマガジン（1987年4月2日 - 9月29日）
- オキナワクラブハートキャッチTV　(1988年5月20日 - 1989年3月31日）
- オリオンフレッシュサンデー　(1988年6月5日 - 1993年5月2日）
- POP・TIME　(1989年5月4日 - 1990年3月15日）
- お笑いポーポー→でぇーじ!!お笑いポーポー（1991年4月15日 - 1994年9月9日）→笑いのてんぶす（1994年10月2日 - 1995年3月26日）
- ビジョンシティ21（1991年10月6日 - 1993年5月9日）
- RBC招待席（1992年4月17日 - 1994年9月30日）→RBCかりゆし劇場（1994年10月7日 - ?）
- おきなわ大好き（1996年7月7日 - 1997年3月30日）→ おきなわ大好き パート2（1997年11月2日 - 1998年3月29日）→ おきなわ大好き パート2（1998年4月? - 1999年3月?）
- NEXT TV チャンプルーな感じ（1999年11月4日 - ?）
- 沖縄美的音楽番組・耳薬時間（2005年1月18日 - 2007年12月25日）
- ドリームジャングル（DJ）
- ブラッチ
- OLEっちTV - 元当局アナウンサーでラジオパーソナリティーきゃんひとみ司会の情報番組、ラジオ番組「OLEっち」のテレビ版（ただし、ラジオ版とテレビ版は制作局が別々）。
- C-style（2005年4月 - 2008年6月）クライアントはクライマックス・エンタテインメント。
- 沖縄んアイドル（2006年10月 - 2008年6月）クライアントはヴィジョンファクトリー。制作は東京のD:COMPLEX。
- ジョートーTV（2004年 - 2008年3月）
- ラースポット
- 琉神マブヤー（2008年10月 - 12月）
- 琉神マブヤー外伝 SO!ウチナー（2009年10月 - 2010年1月）
- 琉神マブヤー2（2010年10月 - 12月）
- 琉神マブヤー3（2011年10月 - 12月）
- 琉神マブヤー1972レジェンド（2012年10月 - 12月）
- 琉神マブヤー4（2013年10月 - 12月）
  - 「琉神マブヤーシリーズ」は、スカパー!プレミアムの『エンタメ〜テレ』で放送中。
- ディアマンテス宮殿41（2009年10月 - 12月）
- スゴてれ（2008年4月 - 2009年3月）
- りんけんバンドさー→りんけんバンドさー・あっちゃーあっちゃー
- ゲラ×ゲラTV（2013年10月 - 2014年3月）

※以前琉球朝日放送の深夜枠で放送されていた「ゲラ×ゲラすたいる」が、放送局の垣根を越えて時間枠移動のリニューアル版。
- Road to J〜FC琉球（RYUスポに統合された）
- 電リクアワー民謡プレゼントショー（旧正月に放送された）
- 電話でいこうサントリー民謡リクエスト（旧盆に放送された）
- 盆まつり民謡大行進（旧盆に放送された）
- 土屋アンナの沖縄!LOVE&SEAさ〜（2012年8月19日、単発特番）
  - 琉球放送のほか、北海道放送では9月14日の深夜、IBC岩手放送では9月29日の13時台に放送。
- ハーモニー家の人々（1992年4月10日 - 10月2日、金曜 16:30 - 17:00） - 大宜見小太郎が出演のドラマ）
- ママドルの情報ポケット
- すくすくあかちゃんねる
- R級ワイドー（2015年7月3日 - 2016年10月28日、金曜 24:15 - 24:30）
- 紀久子のキネマチャンネル
- にんきもん
- ラフピー
- おきチャン
- FECのひまだったんでこんなこと考えてみた!
- 南の島のミスワリン
- マングローブMTG
- 時の首里彩画

#### ネット
（☆は番組および番組枠自体は継続中）
テレビ朝日・朝日放送テレビ系列（琉球朝日放送開局まで）
（※は琉球朝日放送（QAB）へ）
- ☆テレビ朝日系平日朝のワイドショー※（1968年12月開始、現在の「羽鳥慎一モーニングショー」枠に当たる）
モーニングショー→スーパーモーニング
- ☆テレビ朝日系平日正午枠（1970年開始、14:00に2時間の遅れネット、1993年3月31日打ち切り[43]、1995年10月に開局のQABにて同時ネットで再開（当時の番組は『キンキンのとことん好奇心』だった）、現在の『大下容子ワイド!スクランブル』第2部枠に当たる）
アフタヌーンショー→なうNOWスタジオ→新アフタヌーンショー→布施明のグッDAY→欽ちゃんのどこまで笑うの?!→お昼のマイテレビ→ホットライン110番→森田健作の熱血テレビ→女38歳気になるテレビ→お昼の独占!女の60分→人間探検!もっと知りたい!!
- こんにちは2時（1993年4月 - 1994年9月、テレ朝系列外で前述の平日正午枠の代替として唯一同時ネットした）
- ☆徹子の部屋※（1994年4月 - 1995年9月、当初から時差ネット。開始当初は朝10時台後半だったが、半年後の10月に「こんにちは2時」の時間枠移動による打ち切りに伴い14:00に移動した）
- ☆毎日放送制作土曜朝のワイドショー（腸捻転解消前の1975年3月で一旦打ち切り、腸捻転解消後は1981年4月『八木治郎ショー・いい朝8時』で再開、現在の『サタデープラス』枠に当たる）
ウィークエンドショー→ウィークエンドモーニングショー→八木治郎ショー
- おはようワイド・土曜の朝に（☆朝日放送テレビ制作土曜朝のワイドショー番組枠、腸捻転解消後の1975年4月開始、1981年3月で打ち切り、枠自体は現在「朝だ!生です旅サラダ」としてQABで放送継続中）
- あまから問答（総理府 （現・内閣府）提供）※
- ☆新婚さんいらっしゃい!※（朝日放送テレビ制作、沖縄の日本復帰前および腸捻転解消前から。ただし復帰前および解消前から異時ネット）
- 必殺シリーズ※（朝日放送テレビ制作、腸捻転解消前から）
必殺仕掛人→必殺仕置人→助け人走る→暗闇仕留人→必殺必中仕事屋稼業（13話まで同時ネット、14話以降のシリーズは金曜深夜に1ヶ月遅れで放送）→必殺仕置屋稼業→必殺仕業人→必殺からくり人→必殺からくり人・血風編→新・必殺仕置人（ただし後述の11PMを全曜日ネットするために最初の5話で打ち切り。これ以来、沖縄県では4年半の間、必殺シリーズのネットが途絶えてしまう）新・必殺仕事人→新・必殺仕舞人→必殺仕事人III（必殺渡し人は未ネット）（但し、1983年4月から金曜深夜から、火曜深夜に移行、そのとき放送していたのは必殺仕事人III）必殺仕事人IV→必殺仕切人→必殺仕事人V→必殺橋掛人→必殺仕事人V・激闘編→必殺まっしぐら!→必殺仕事人V・旋風編→必殺仕事人V・風雲竜虎編→必殺剣劇人（最終回は未放送）→必殺仕事人・激突!
新・仕事人、仕事人III、仕事人IV、仕事人V（代表的なエピソードからピックアップ）、激闘編から剣劇人は後にQABで再放送。琉球放送で未放送だった剣劇人の最終回も放送された。なお「必殺仕事人2009」と2007年以降の特番はQABで放送。
- 暴れん坊将軍シリーズ※（VIの途中からQABに移行、再放送もQABで放送）
- 霊感ヤマカン第六感（朝日放送テレビ制作、最初期=腸捻転解消直前は同時ネット。1977年11月から遅れでネット再開、1981年3月で打ち切り）
- 日曜19時後半象印マホービン一社提供枠（1987年9月打ち切り）
象印歌のタイトルマッチ→象印スターものまね大合戦→象印ヒット作戦 1!2!3!→象印ライバル対抗大合戦!→象印クイズ ヒントでピント（『ヒントでピント』は1980年4月開始）
- ザ・テレビ演芸（上記の番組がテレビ朝日系が野球中継で休止の場合のみの穴埋め番組として放送）
- 火曜21時枠時代劇（22時から時差ネット）
大忠臣蔵 (1971年のテレビドラマ)（この作品のみモノクロながら同時ネット）→荒野の素浪人→破れ傘刀舟悪人狩り→破れ奉行（この作品のみ後にQABで再放送）→江戸の鷹 御用部屋犯科帖→破れ新九郎→半七捕物帳（尾上菊五郎主演版）→江戸の牙→鬼平犯科帳（萬屋錦之介主演版）/柳生あばれ旅→文吾捕物帳→柳生十兵衛あばれ旅
- 水曜21時枠時代劇（日曜22時30分に放送）
  - 燃えよ剣→宮本武蔵→軍兵衛目安箱→半七捕物帳（平幹二朗主演版）→さすらいの狼→長谷川伸シリーズ→新書太閤記→女・その愛のシリーズ（これのみ時代劇と現代劇を交互に放送）→右門捕物帖→鬼平犯科帳（丹波哲郎主演版）→徳川三国志→人魚亭異聞 無法街の素浪人
- 素浪人 月影兵庫（近衛十四郎主演）→素浪人 花山大吉
- ☆スーパー戦隊シリーズ※（沖縄テレビから移動）
バトルフィーバーJ→電子戦隊デンジマン→太陽戦隊サンバルカン→大戦隊ゴーグルファイブ→科学戦隊ダイナマン→超電子バイオマン→電撃戦隊チェンジマン→超新星フラッシュマン→光戦隊マスクマン→超獣戦隊ライブマン→高速戦隊ターボレンジャー→地球戦隊ファイブマン→鳥人戦隊ジェットマン→恐竜戦隊ジュウレンジャー→五星戦隊ダイレンジャー→忍者戦隊カクレンジャー→超力戦隊オーレンジャー
- 勇者シリーズ（名古屋テレビ制作、黄金勇者ゴルドランの35話からQABに移行）
- ☆ドラえもん (1979年のテレビアニメ) ※ （日本テレビ制作の第1作も当局で放送）
- 怪物くん（新） （2010年のドラマは沖縄テレビで放送）
- 忍者ハットリくん（アニメ版）
- パーマン
- オバケのQ太郎
- つるピカハゲ丸くん
- 美少女戦士セーラームーン※
- SLAM DUNK※
- ☆クレヨンしんちゃん※
- 欽ちゃんのどこまでやるの!?
- はぐれ刑事純情派※
- さすらい刑事旅情編（但し再放送はQABで放送）
- 西部警察（ただし再放送と2004はQABで放送）
- 特捜最前線（沖縄テレビから移動。2013はQABで放送）
- おかずのクッキング※
- 遠山の金さん捕物帳
- 人造人間キカイダー→キカイダー01
- 世界あの店この店
- 明日の経営戦略
- タモリ倶楽部（1984年4月から）※
- 川崎敬三の料理ジョッキー
- 透明ドリちゃん
- 銀牙 -流れ星 銀-（水曜 17:15 - 17:45[44]）
- 宇宙船サジタリウス（本放送終了後、1988年頃に月曜 - 木曜 17:00 - 17:30に放送[45]）

ほか
日本テレビ系列
- 頓馬天狗（復帰前）
- シャボン玉ホリデー（復帰前、一時期のみ）
- 土曜グランド劇場（復帰前から復帰後、1970年代末に沖縄テレビへ移行）
- 東京バイパス指令→ゴールドアイ（復帰前）
- 青春とはなんだ→これが青春だ→でっかい青春→進め!青春（復帰前）
- 37階の男→プロファイター（復帰前）
- 快傑ハリマオ→恐怖のミイラ（復帰前）
- 全日本歌謡選手権（復帰前から復帰後、読売テレビ制作）
- あなたのワイドショー（1975年3月31日ネット開始）→ミセス&ミセス→ルックルックこんにちは（1993年3月で打ち切り）
- 11PM（1975年3月31日ネット開始 - 1983年3月で打ち切り、このうち1977年4月 - 1979年9月の間は全曜日ネット）
- 日本テレビ系列プロレス番組枠
プロレスリング中継（復帰前、当初は火曜20時から、その後金曜20時に移行。一時期は、同時ネットの60分版 (後に56分)と、キー局で隔週22時台に流した45分版とを、同じ金曜20時台にて一週交代で放送）→全日本プロレス中継（1970年代中期ネット開始 - 1990年中期で打ち切り）
- ディズニーランド（復帰前、一時期のみ）
- 太陽にほえろ!（1981年4月に沖縄テレビへ移行、琉球放送放送時は同時ネットだった）
- 日立ドキュメンタリー すばらしい世界旅行（1975年4月に沖縄テレビへ移行）
- トヨタ日曜ドキュメンタリー 知られざる世界（途中で沖縄テレビへ移行、ただし「トヨタ日曜」のタイトルは外して放送）
- 驚異の世界
- クイズ世界はSHOW by ショーバイ!!（1992年4月にOTVから移行）
- 知ってるつもり?!（1993年4月に沖縄テレビから移行）
- スーパーテレビ情報最前線（1993年4月に沖縄テレビから移行）
- 電波少年シリーズ
  - 進め!電波少年（「笑撃的電影箱」時代から）→進ぬ!電波少年→電波少年に毛が生えた 最後の聖戦
  - 雷波少年
  - 雲と波と少年と
- THE夜もヒッパレ→エンタの神様（2009年2月を以って事実上の打ち切り）
  - エンタの神様スペシャルは、2007年・2008年・2009年の年末と2009年3月21日・7月4日放送分は土曜ドラマ枠の穴埋めの関係で沖縄テレビで放送された（年末のスペシャルはいずれも年明けに放送）。スペシャルであるがSD放送。
- 速報!歌の大辞テン（最終回は未放送）→ミンナのテレビ→歌笑HOTヒット10→ウタワラ
- サルヂエ（中京テレビ制作）→今田ハウジング→日本史サスペンス劇場
- とんねるずの生でダラダラいかせて!!
- あんたにグラッツェ!→あんグラ☆NOW!（中京テレビ制作）
- 少年チャンプル（中京テレビ制作）
- アフリカのツメ→抱きしめたいっ!→嗚呼!花の料理人（読売テレビ制作）
- キスだけじゃイヤッ!→芸恋リアル→今夜はシャンパリーノ（読売テレビ制作）
- 爆笑問題のススメ（札幌テレビ制作）
- マネーの虎（関東ローカル時代から、日テレ系で別バラ枠に移行の際に打ち切り）→謎を解け!まさかのミステリー→太田光の私が総理大臣になったら…秘書田中。
- ブラックワイドショー
- 木曜スペシャル
  - アメリカ横断ウルトラクイズ（第8回、第9回）
  - 1984年4月 - 1986年9月まで同時ネット（提供スポンサーも含む）。後半頃は同タイトル名で「歌のワイド90分!」などを放送し、日本テレビ系とは別内容に差し替えられていた（提供スポンサーは木曜スペシャル本来の提供をネットしたうえ、差し替え）。この期間、本来のTBS系列で同時間帯で放送されていた「世界まるごとHOWマッチ」は土曜夕方に放送されていた。また年末の「ザ・ベストテン豪華版」放送時のみは本来のTBSテレビと同時放送をし、代わりに木曜スペシャル枠は別枠で放送された。[注 48]
- 関口宏のびっくりトーク ハトがでますよ!→輝け!噂のテンベストSHOW→新テンベストSHOW→どっちの料理ショー→新どっちの料理ショー→ニッポン旅×旅ショー（読売テレビ制作）
- シャープ・スターアクション（最初の半年間のみ。1974年4月に沖縄テレビへ移行）
- お笑いマンガ道場（中京テレビ制作、1991年10月に沖縄テレビから移行）
- ぶらり途中下車の旅（途中打ち切り）
- 金曜劇場（1977年4月からネット開始 - 1983年4月に沖縄テレビへ移行。日曜夕方に提供スポンサーも含めてネット）
  - ちちんぷいぷい→祭ばやしが聞こえる→ハッピーですか?→犬笛・娘よ、生命の笛を吹け→消えた巨人軍→熱中時代（教師編パート1）→（中略）→花咲け花子（第1シリーズ）→田中丸家御一同様→あっけらかん→ホームスイートホーム→せーの!（ラスト2話は沖縄テレビで放送）
- ☆水曜ドラマ（以前は沖縄テレビで放映していた）
  - anego
  - おとなの夏休み
  - あいのうた
  - 神はサイコロを振らない
  - 14才の母
  - ハケンの品格
  - バンビ〜ノ!
  - ホタルノヒカリ
  - 働きマン
  - 斉藤さん[注 49]
  - キイナ〜不可能犯罪捜査官〜
  - アイシテル〜海容〜
  - Mother
  - 曲げられない女
  - ホタルノヒカリ2
  - 家政婦のミタ
  - リバウンド
  - 雲の階段
  - 花咲舞が黙ってない
  - ハコヅメ〜たたかう!交番女子〜
- 火曜ドラマ
  - 有閑倶楽部
  - 貧乏男子 ボンビーメン
  - 神の雫
- 月曜スター劇場
  - たんぽぽ
  - かたぐるま
  - おだいじに
  - ひまわりの家
- 日曜ドラマ
  - 3年A組-今から皆さんは、人質です-
  - 今日から俺は!!
  - ニッポンノワール-刑事Yの反乱-
  - ネメシス
- あぶない刑事（『もっとあぶない刑事』は沖縄テレビで放送、その後初代の再放送とともに琉球放送でも再放送された）
- 不幸の法則・赤い女黒い女→くりぃむしちゅーのたりらリラ〜ン
- 落下女
- 摩訶!ジョーシキの穴→くりぃむしちゅーのたりらリでイキます!!
- 億万のココロ・愛しのマネー$伝説→世界!超マネー研究所→ひらめ筋GOLD→シャル・ウィ・ダンス?〜オールスター社交ダンス選手権〜
- ナイナイサイズ!
- ラブカツ
- NANA（アニメ版）
- カートゥンKAT-TUN（途中打ち切り）
- 時空間☆世代バトル 昭和×平成 SHOWはHey! Say!
- 素顔が一番!→素顔がイイねっ!
- 読売テレビ月10ドラマ（放送されなかった作品もあり）
- 犬夜叉（読売テレビ制作、途中打ち切り）
- 木曜ナイトドラマ（読売テレビ制作）
  - 夢をかなえるゾウ
  - LOVE GAME
  - 猿ロック
  - 傍聴マニア09〜裁判長!ここは懲役4年でどうすか〜
- ☆木曜ドラマ→木曜ドラマF（読売テレビ制作、一部作品を放送）
- ☆遠くへ行きたい（読売テレビ制作）
- ものまねバトル（ただし沖縄テレビと交互に放送、末期は未放送）
- 驚き!謎マネー100連発・世間を騒がすアノ値段一挙公開スペシャル（同内容が定期放送化後は沖縄テレビへ移行）
- ロンパールーム（日本テレビと同時ネット）
- テレビ三面記事 ウィークエンダー（1983年4月から金曜深夜に時差ネット）
- 天才バカボン（時差ネット）
- 元祖天才バカボン（時差ネット）
- ルパン三世（第2シリーズとPartIIIを放送。第1シリーズはOTVにて放送）
- ガラスの仮面（1984年度のアニメ版、本放送終了後、1984年 - 1985年頃に水曜 17:15 - 17:45に放送[46]。テレビドラマ版はQABで放送。2005年度のアニメ版は県内の放送局では未放送）
- 大牧場
- スター爆笑Q&A（1984年4月から一時期のみネット）
- ミリオンダイス
- 不可思議探偵団
- 週末のシンデレラ 世界!弾丸トラベラー
- 中井正広のブラックバラエティ
- ☆1×8いこうよ!（札幌テレビ制作）
- ポポンタイム
- 笑神様は突然に…（途中打ち切り）
- AKBINGO!（途中打ち切り）
- ウーマン・オン・ザ・プラネット
- ビッグイベントゴルフ
- 解決!ナイナイアンサー
- ダーティペア（月曜 17:15 - 17:45[47]）
- がんばれ!キッカーズ（木曜 17:25 - 17:55[48]）
- ☆所さんの目がテン!
- 天才!志村どうぶつ園
- メレンゲの気持ち
- ☆上沼・高田のクギズケ!（読売テレビ・中京テレビ共同制作）
- グッと!地球便（読売テレビ制作）
- 幸せ!ボンビーガール
- 有吉反省会
- 今夜くらべてみました
- 人生が変わる1分間の深イイ話
- ☆千鳥かまいたちアワー（2023年3月打ち切り）
- ☆にけつッ!!（読売テレビ制作、2023年3月打ち切り）
- バカリズムの大人のたしなみズム（BS日テレ制作）
- 嵐にしやがれ
- 1億3000万人のSHOWチャンネル

ほか
テレビ東京系列
- ザ・スターボウリング（OTVから移行）
- ☆きらきらアフロ（テレビ大阪制作、2008年3月でネット打ち切り。2012年10月より琉球朝日放送で再開するも打ち切り）
- BLEACH（2008年4月よりQABへ移行）[注 50]
- ☆主治医が見つかる診療所
- ペット大好き!（テレビ北海道制作）
- 7days,backpacker〜今しかできない旅がある〜（BSテレ東制作）
- 火曜エンタテイメント!
- ☆男子ごはん（2013年3月でネット打ち切り、後にQABに移行するも途中打ち切り）
- なつかしの歌声
- キョロちゃん
- スーパードール★リカちゃん
- 遊☆戯☆王デュエルモンスターズ
- 給与明細2
- 燃えろ!トップストライカー
- かがくdeムチャミタス!（テレビ大阪制作、2017年3月25日で打ち切り）
- 超流派
- 妖怪ウォッチ（『シャドウサイド』以降は県内未放送）
- ビッ友×戦士 キラメキパワーズ![注 51][注 52]
- SPY×FAMILY
- チェンソーマン
- キャプテン翼（第1作のみ、金曜 16:00 - 16:30[49]、後に月曜 17:15 - 17:45に放送[44]。第2作はOTVにて放送。第3 - 4作は県内の放送局では未放送）
- 六三四の剣（月曜 - 木曜 16:55 - 17:25[48]）
- 天空のエスカフローネ（木曜 16:00 - 16:30）

ほか
民間放送教育協会
- いきいき!夢キラリ
- 生きる×2
- 発見!人間力
- 学びEye!
- 日本!食紀行

その他
- NHK学校放送番組（琉球政府文教局提供で沖縄テレビとともに放送、沖縄放送協会開局後もしばらく放送）
- のど自慢素人演芸会（沖縄放送協会開局と同時に移動）
- 国会討論会・政治座談会・経済座談会
- ジェスチャー
- お笑い三人組
- あなたのメロディー
- 東海テレビ制作昼の帯ドラマ
  - あかんたれ、ぬかるみの女
- ボクたちのドラマシリーズ・幕末高校生
- 関テレ月10ドラマ・1話完結サスペンスシリーズ

（以上の3番組は過去に沖縄テレビで放送され、制作局の著作権が切れた後再放送）
- 世にも奇妙な物語（傑作選）

（上記の3番組とは違い、番組販売で初期シリーズの数回を「傑作選」形式で放送されていた）
- 演歌百撰（関西放送制作、1997年に琉球朝日放送に移動）
- まめうしくん（沖縄県初のUHFアニメ。）
- OKINAWA KAWAii!! Channnel!!
- トゥルルさまぁ〜ず
- ドラマ神戸在住（サンテレビ製作・阪神淡路大震災20年特別番組・2016年1月25日 15:20 - 16:53放送）
- はるかなレシーブ
- 東京リベンジャーズ（第2期）[注 53]
- NON STYLE井上のバズらせJAPAN[50]
- 異修羅
- 時々ボソッとロシア語でデレる隣のアーリャさん

本土復帰前に放送されていたTBS系ネット番組
（特記のない限りTBSテレビ制作。なお、当時系列局だった朝日放送テレビ制作分は後述別途記載。）
- ベン・ケーシー（ラジオの英語放送KSBKにて、英語音声の放送が行われた）
- 七人の孫
- 伊賀の影丸
- 王将物語
- 月光仮面
- ウルトラQ
- 北から南から
- 大江戸の鷹
- 20世紀の記録
- ちびっ子大将
- 銭形平次捕物控
- 流星王子
- 名犬ラッシー
- アチャコ捕物帖
- 私は貝になりたい
- キイハンター
- おかしな四つ児
- ミニミニ・バンバン
- ふうふう夫婦
- 特捜ズームイン
- チャコちゃんシリーズ→ケンちゃんシリーズ（復帰後も放送）
- おはよう・にっぽん
- ヤング720
- モーニングジャンボ
- 日本一のおかあさん（復帰の直前から放送）
- 歌のオンパレード
- ミステリーゾーン
- 怪物くん（旧）
- 原始少年リュウ
- でっかくいこう
- 時間ですよ（第1・第2・第3シリーズ）（復帰後も放送）
- 8時だョ!全員集合（1969年11月1日より放送開始。復帰後も放送）
- TWWAプロレス中継（沖縄放送協会発足後）
- ☆皇室アルバム（毎日放送制作だが、当時はNET系、復帰後および腸捻転解消後もしばらくネットしたが1978年頃に打ち切り。）

※ 以下の番組は本土復帰前に放送した当時TBS系列だった朝日放送テレビ制作ネット番組
- てなもんや三度笠（1965年2月 - 最終回まで）
- お荷物小荷物（沖縄編・カムイ編）
- 天皇の世紀
- 古都の雨
- 女の旅路
- ミニミニ社員
- ふしぎなメルモ
- 海のトリトン（復帰後も放送）
- 好き! すき!! 魔女先生
- お笑い花月劇場（復帰後も放送）

## アナウンサー
最新情報は自社ブログ 参照。
※は元アナウンス室長。

### 現在
男性
- 1996年 狩俣倫太郎（コンテンツ本部アナウンス室長、執行役員ラジオ・アナウンス室担当兼務[注 54]）[52][53]、比嘉俊次
- 2010年 片野達朗
- 2012年 與那嶺啓
- 2016年 嘉大雅
- 2018年 鎌田宏夢

女性
- 2013年 仲田紀久子
- 2016年 仲村美涼
- 2019年 沖野綾亜[54]
- 2023年 三原楓花
- 2025年 神谷留菜（元RKBラジオスナッピーレポーター）

### 過去のアナウンサー
○はフリー。●は故人。◎は琉球朝日放送への移籍・出向組。

#### 男性
- 1954年 
  - 新屋敷二幸●（1995年退職後、沖縄県広報アドバイザーや名桜大学講師を務め、NHKのETV特集にも出演。2004年死去）
  - 稲福健蔵●（1969年より1年間、TBSテレビ報道部へ出向し、『JNNニュースデスク』の初代キャスターを務めた。1996年死去）
  - 川平朝清（1954年設立時第1号のアナウンサー。後に沖縄放送協会会長→日本放送協会理事。タレントのジョン・カビラ、川平慈英の実父[55][56]）
- 1962年 
  - 仲地昌京●（極東放送（現在のエフエム沖縄）から移籍。定年退職後も2016年6月まで「こんばんは仲地昌京です」を担当。2022年3月6日死去[57]）
- 1966年
  - 仲村一夫◎（RBCエリアレポート初代キャスター。元QAB代表取締役社長）
- 1968年 
  - 神田勲◎[58]（映画のおじさん」として映画解説を担当。2003年にQABに管理職として出向。神田の読みは「かみだ」）
- 1970年 
  - 垣花章○[54]（ - 2008年、退社後も2008年10月より2018年3月まで「団塊花盛り!」水曜、「あきらの人生はときめき」を担当）
- 1972年   
  - 波多江孝文○[54]（ - 1978年、ニッポン放送へ移籍し編成局制作部特別職のちフリー）
  - 東江八十郎◎[58]
- 1974年 
  - 小山康昭※○[54]（ - 2016年、退社後も「団塊花盛り!」→「プライムエイジ・アワー」木曜、「こんばんは!小山康昭です」、「トリセツな話!」を担当）
- 1975年 
  - 柳卓○[54]（ - 2011年、退社後も「ほっとスマイル」、「団塊花盛り!」金曜、「いんでないかい!」などを担当）
- 1978年 
  - 箕田和男○[54]（ - 2018年、退社後も「団塊花盛り!」→「プライムエイジ・アワー」火曜、「ホリデー・イン・ポップス21」を担当）
- 1982年
  - 土方浄※○（ - 2023年、退社後もピンチヒッターとしてラジオに出演）
- 1987年
  - 橋本邦彦○（ - 1997年）
- 1998年 
  - 藤田直也（ - 2005年）
- 2006年
  - 山野本竜規○（ - 2009年）
  - 田久保諭※（RBCコンテンツ本部報道局報道部部長補佐兼アナウンス室[52][53][注 55]）
- 岸本金三（のちに代表取締役社長）
- 桑江芙佐治[54]
- 比嘉雅人◎（RBC報道記者より転身）
- 比嘉俊康
- 山城毅
- 山内裕幸（取締役関西支社担当・関西支社長のち、取締役ラジオカンパニー長？[59]）

#### 女性
- 1956年
  - 伊舎堂根自子[60]
- 1968年
  - 岡田郁子（ - 1996年、沖縄の野菜ソムリエとして活動[61]）
- 1974年
  - 崎山律子[54][62]
- 1975年
  - 玉城美智子●（ - 2000年、2006年死去）
- 1982年
  - 比嘉京子※○（ - 2018年、本名：大野京子、旧姓・比嘉。取締役を務める）
- 1983年
  - きゃんひとみ○（ - 1989年、退社後アニマ・エージェンシーに所属し、主に東京・千葉に活動拠点を移す。現在も「きゃんひとみの琉球花物語」を担当）
- 1989年
  - 三輪真佐子（ - 1995年、広島ホームテレビ契約アナウンサーなど→予備校講師）
- 1993年 
  - 池原あかね◎（ - 1995年、鹿児島放送出身。現姓福地）
- 1996年
  - 宮城麻里子○（ - 2008年）
- 1999年
  - 大城蘭子○（ - 2000年）
- 2001年
  - 小林真樹子（ - 2010年）
- 2008年
  - 増田さと子（ - 2010年）
- 2009年
  - 大城蘭○（ - 2012年）
- 2010年
  - 山本ひとみ（ - 2012年）
  - 翁長舞○（ - 2012年、元テレビ神奈川契約アナウンサー）
- 2012年
  - 山内佑利子○（5月 - 2013年3月）
- 2013年
  - 宮城杏里○（ - 2015年、NHK沖縄放送局契約キャスター）
- 2015年
  - 花村枝里（ - 2018年、CATV局→テレビ西日本報道部→RBC→長崎国際テレビ→テレビ西日本）
- 2018年
  - 稲森彩（ - 2022年、三重テレビ放送報道記者を経て入社）
- 2022年
  - 本行慶子○（ - 2025年、テレビ信州などを経て入社）
- 2023年
  - 大坪彩織（ - 2025年[28]、なお2024年5月より休職[27]）
- 新垣静子●
- 伊差川直子●
- 上原京子●[62]（退社後も過去に「上原京子のSong for you」を担当）
- 喜舎場紀江
- 岸本マチ子●（退社後は俳人、詩人として活動。2023年死去）
- 宜野座朝美[62]
- 外間政子[62]
- 吉元秀子
- 幸地優子○
- 服部京子○
- 金城まり子○（後にラジオカンパニーラジオ局次長）
- 菊地志乃○（元ラジオ沖縄、ROK退職後の2002年以降は基本フリーだが、2012年度と2018年度に契約アナウンサーとして在籍）

#### KSBK時代のネイティブアナウンサー
KSBKも参照
- アル・リンチ
- バースネス
- ディブ・ロック
- ダン・クロス
- ディブ・ガラガー
- ジョン・バリン
- メーリー・ジェンキョウ（メアリー・ジェンキンス？）
- リチャード・クリスチャン
- セッタマン

ほか

### アナウンサー以外の在籍者
- 外間朝貴（元ラジオ編成課長、「民謡で今日拝なびら」名付け親、後にシナリオライター）
- 岸本貴博（記者・ニュースデスク。一時琉球朝日放送出向。現在テレビ西日本報道記者）
- 上原直彦（ディレクター。琉球新報より移籍、役員待遇ラジオ局長を最後に定年退職後も「民謡で今日拝なびら」担当）
- 津嘉山正種
- 松澤まゆ（気象予報士）

### 過去のDJ
- 玉城デニー - RBCラジオ「ふれ愛パレット」のパーソナリティ。沖縄市議会議員、衆議院議員のち、第8代沖縄県知事（現職）。
- 北野順一
- 大田和正
- 末吉甘奈 - （沖縄女子短期大学在学中の1992年にラジオジャックのアシスタントに起用後、RBCテレビ・ラジオで活躍。1997年頃にはおはようクジラで沖縄のエリア情報（甘奈のおはよう1・2・3）、BS日テレで金曜23時から放送していた沖縄楽園スタイル うちなー亭のナレーションを担当）

## マスコットキャラクター
10チャンマン
地上デジタル放送が開始する2006年までに登場していたマスコットキャラクター。
アナログテレビ放送でのチャンネルと同じ10の数字が書かれたシャツを着ており、頭にはアンテナが生えている。
SUNちゃん
地上デジタル放送をアピールするため、2006年10月から起用されたマスコットキャラクター。
太陽の形をした頭にアンテナが付いており、RBCテレビのリモコンID（3チャンネル）に因んで赤い文字で「3」に見える前髪がチャームポイント。また、RBCのロゴが映ったデジタルテレビを前に掛けている。
出身地は太陽、好奇心旺盛で元気いっぱいの性格であり、日光浴や輪投げが趣味。好きなものはゴーヤチャンプルーと雨上がりの空に架かる虹の滑り台で遊ぶこと、苦手なものは雨の日で外で遊べないから。
2011年7月24日の地デジ完全移行後も局の公式サイトなどで継続的に起用されていたが、後任マスコットのあーるびーしーさー登場の際に「さらなる飛躍をするため宇宙を散歩する」という理由で2024年3月31日に「退社」し旅立っていった。
あーるびーしーさー
RBC創立70周年を記念して、2024年4月1日より登場したマスコットキャラクター。
名前は姿の公開と同時に行われた一般公募キャンペーンによって決められ、5月14日に沖縄セルラースタジアム那覇で行われたプロ野球パ・リーグ公式戦「オリックス・バファローズvs.埼玉西武ライオンズ」の試合前にて「あーるびーしーさー」と命名することが発表された。由来は琉球放送の英略名「RBC（アールビーシー）」と「シーサー」を掛け合わせたものであり、応募者の理由の一つとして挙げられたものとして沖縄の方言で語尾として使われる「○○さー」にも掛けたものとなっている。
RBCの社屋にいた守り神のシーサーが突然命を宿したという設定のキャラクター。面白いことを考えるのが好きで、感情によって髪型が変わるアフロが特徴となっている。